# Venezuela
Il Venezuela, ufficialmente Repubblica Bolivariana del Venezuela (in spagnolo República Bolivariana de Venezuela) è una repubblica federale situata nel nord dell'America meridionale. Fa parte dell'America Latina. La capitale è Caracas.
Situato subito a nord dell'equatore, è considerato come uno dei Paesi con la maggiore diversità ecologica nel mondo. Abitata già in epoca precolombiana da gruppi tribali amerindi come caribe e arawak, fu toccata da Cristoforo Colombo nel suo terzo viaggio nel 1498 e venne inglobata nel vasto impero sudamericano spagnolo nel XVI secolo, anche se il clima limitò fortemente l'entità della colonizzazione. Fu il primo Stato latinoamericano ad emanciparsi dalla Corona spagnola, proclamando formalmente il 5 luglio 1811 la propria indipendenza, che divenne però effettiva solo nel 1821.
Il Paese, oggi strutturato in ventitré Stati e un distretto federale (definito Distrito Capital), è delimitato a nord dal Mar dei Caraibi (che a sua volta comprende la frontiera marittima con la Repubblica Dominicana, Aruba, Bonaire, Curaçao, Porto Rico, Isole Vergini Americane, Isole Vergini Britanniche, Martinica, Guadalupa, Sint Maarten e Trinidad e Tobago), a est confina con la Guyana, a sud e a sud-est con il Brasile, a ovest e a sud-ovest con la Colombia. Il Venezuela si estende su una superficie terrestre totale di 916 445 km², comprensiva della cross continentale, dell'isola di Margarita e delle Dipendenze federali venezuelane. Il punto più settentrionale del suo territorio è rappresentato dall'isola di Aves. Il Paese esercita la sovranità su 860 000 km² di superficie marina sotto il concetto zona economica esclusiva. Il Venezuela ha anche una storica controversia territoriale con la Guyana su una superficie di circa 159 500 chilometri quadrati compresi nella Guayana Esequiba, situata lungo il confine orientale, designata come Zona en Reclamación.
Dopo la proclamazione dell'indipendenza e per buona parte dell'Ottocento e della prima metà del Novecento, a causa dell'instabilità interna e di una serie di lotte civili, il Venezuela non riuscì ad avere uno sviluppo economico soddisfacente. Fu solo a partire dalla seconda metà degli anni 1940, con la massiccia immigrazione europea (tra cui molti italiani) e lo sfruttamento intensivo delle proprie risorse minerarie (e in particolare del petrolio) che cominciò rapidamente a modernizzarsi, sperimentando una forte crescita economica. Sul finire degli anni 1950, all'indomani della caduta del dittatore Marcos Pérez Jiménez (1958) si impose nel paese un sistema di governo democratico.
Il Venezuela è considerato un paese in via di sviluppo con un'economia basata principalmente sulle operazioni di estrazione, raffinazione e commercializzazione del petrolio e di altre risorse minerarie. L'agricoltura riveste ormai una scarsa importanza mentre l'industria ha avuto negli ultimi decenni uno sviluppo diseguale (in gran parte è ancora un'industria di assemblaggio e montaggio).
La sua popolazione conta 28 301 696 abitanti, in gran parte meticci nati dall'incrocio delle etnie indigene sia con bianchi di origine generalmente ispanica sia con creoli e africani. Sono presenti nel Paese anche molti europei (spagnoli, italiani e portoghesi in particolare) e loro discendenti, mentre gli indigeni allo stato puro e gli asiatici rappresentano una percentuale trascurabile della popolazione. La multietnicità del Venezuela ha fortemente influenzato sia la sua vita sociale e culturale sia l'arte. La danza nazionale è lo joropo.
L'attuale capo dello Stato è Nicolás Maduro, nonostante il titolo sia stato contestato da Juan Guaidó dal 2019 fino al 2022. La lingua ufficiale è lo spagnolo insieme ad altre lingue indigene.

## Toponomastica

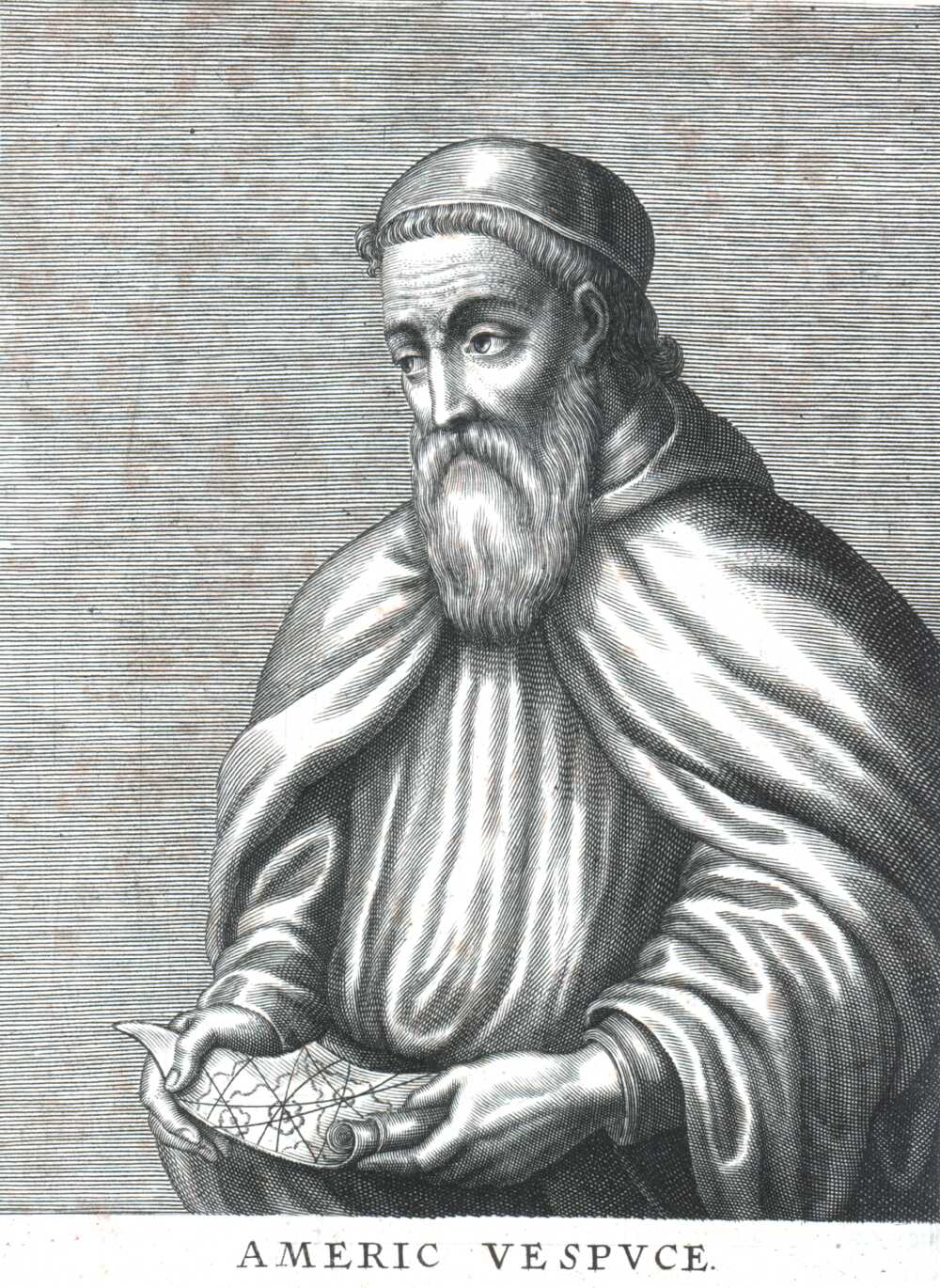
L'esploratore italiano Amerigo Vespucci.

Il 30 maggio 1498, nel corso del terzo viaggio di Cristoforo Colombo, una flotta di sei imbarcazioni al comando dell'ammiraglio genovese raggiunse le coste dell'attuale Venezuela. Il 1º agosto, tre velieri toccarono le coste del Venezuela nei pressi dell'isola di Trinidad. Entrarono nel Golfo di Paria, sulla foce del Serpente o Dragon's Mouth. Senza saperlo, Cristoforo Colombo era giunto in Sud America. L'esploratore la battezzò con il nome di Tierra de Gracia.
Il nome Venezuela è stato storicamente attribuito al navigatore italiano Amerigo Vespucci che navigò sulla costa settentrionale del Sud America insieme ad Alonso de Ojeda nel 1499, nel corso di una spedizione navale esplorativa che raggiunse la costa nord-occidentale del paese, ora nota come Golfo del Venezuela. In quel viaggio, l'equipaggio osservò le costruzioni degli indigeni erette su palafitte di legno fuori delle acque. Tali costruzioni ricordarono a Vespucci la città di Venezia, e lo ispirarono nell'attribuire il nome di Venezziola o Venezuola alla regione. Il termine che in italiano rinascimentale aveva il significato di piccola Venezia, si trasformò successivamente in spagnolo in Venezuela, nonostante ciò, molti anziani veneziani (e veneti) sono soliti chiamarla con il nome rinascimentale.
Altre versioni, storicamente meno accreditate, affermano che il nome Venezuela sia di origine indigena e non un diminutivo di Venezia. Tuttavia la prima versione rimane la più ampiamente accettata come spiegazione sull'origine del nome del paese.

## Storia

### Epoca precolombiana
Si pensa che l'essere umano sia apparso nel territorio venezuelano circa 30 000 anni fa, provenienti dall'Asia, dopo aver attraversato lo Stretto di Bering ed essersi diffuso in Nord America, e dalla Polinesia, attraverso ondate di popoli arrivati su imbarcazioni primitive. I popoli indigeni primitivi erano dediti a caccia, pesca e agricoltura, più o meno avanzata; alcuni gruppi coltivavano prodotti che sono rimasti nel corso del tempo tra i più consumati del luogo, come mais, cacao, fagioli e yuca. I popoli cacciatori erano nomadi e si spostavano in continuazione, al contrario degli agricoltori, che svolgevano una vita semisedentaria e che col tempo svilupparono delle civiltà avanzate, in grado di lavorare la ceramica e di costruire opere come ad esempio argini di fiumi e dighe. I gruppi indigeni più importanti erano i chibchas, che vivevano sulle Ande, i Caribe, situati in quasi tutte le regioni costiere, e gli arawakos, stanziatisi in una parte della costa e più a sud.

### Epoca coloniale

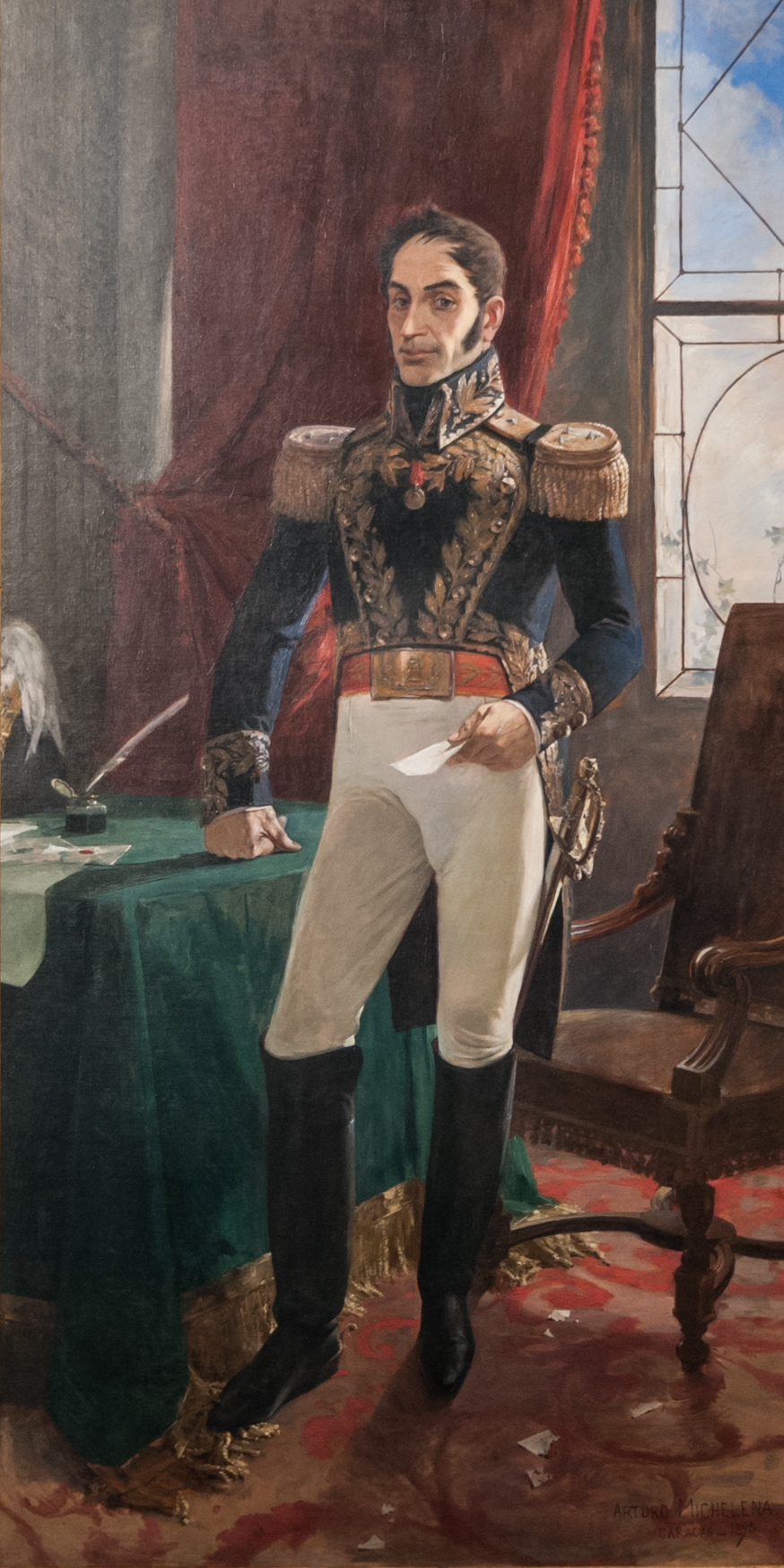
Simón Bolívar, liberatore non solo del Venezuela, ma anche di Colombia, Panama, Ecuador, Bolivia e Perù.

Cristoforo Colombo scoprì la regione nel suo terzo viaggio, il 2 agosto 1498.
La Spagna inglobò il Venezuela nel suo vasto impero americano nel corso del XVI secolo, anche se l'esplorazione del paese poté dirsi compiuta solo nei primi decenni dell'Ottocento. Pochi spagnoli vi si trapiantarono per via del clima subtropicale, preferendo generalmente vivere nelle montagne andine degli attuali stati del Táchira, Mérida e Trujillo.
Un primo tentativo di colonizzazione tedesca del Venezuela venne realizzato nel XVI secolo dalla famiglia tedesca di Anton e Bartholomeus Welser, per conto degli imperatori del Sacro Romano Impero di Germania. Tra il 1528 e il 1556 la Germania acquisì di fatto nuovi territori in Venezuela. Altri punti furono l'isola di Arguin lungo le coste atlantiche della Mauritania (acquisite dal Brandeburgo il 5 ottobre 1685, la Prussia le avrebbe perse il 7 marzo 1721 in favore della Francia). Il processo di colonizzazione non fu senza incidenti: gli spagnoli combatterono numerose ribellioni di indigeni locali, la più importante fu quella comandata da Guaicaipuro nel 1560 e da Quiriquires nel 1600.
L'ordine coloniale fu definitivamente imposto verso la fine del XVI secolo, con la costruzione del cabildo e della chiesa. Allo stesso tempo, cominciò un processo di mescolanza razziale nel territorio, che definì il profilo sociale del paese. Cominciarono le attività commerciali e l'estrazione di risorse naturali fiorirono; in particolar modo fiorirono le esportazioni di cacao, caffè e tabacco, mentre al contempo cominciarono attacchi pirateschi come quello di Henry Morgan a Maracaibo nel 1669.
Le province esistenti, allora governate alternativamente dalla Audiencia Reale di Santo Domingo e da quella di Bogotá, entrarono a far parte del Vicereame della Nuova Granada nel 1717, e divennero autonome nel 1777 con la formazione della Capitaneria Generale del Venezuela. La nuova unione politica fu consolidata con la creazione della Reale Audiencia di Caracas nel 1786.

### Indipendenza

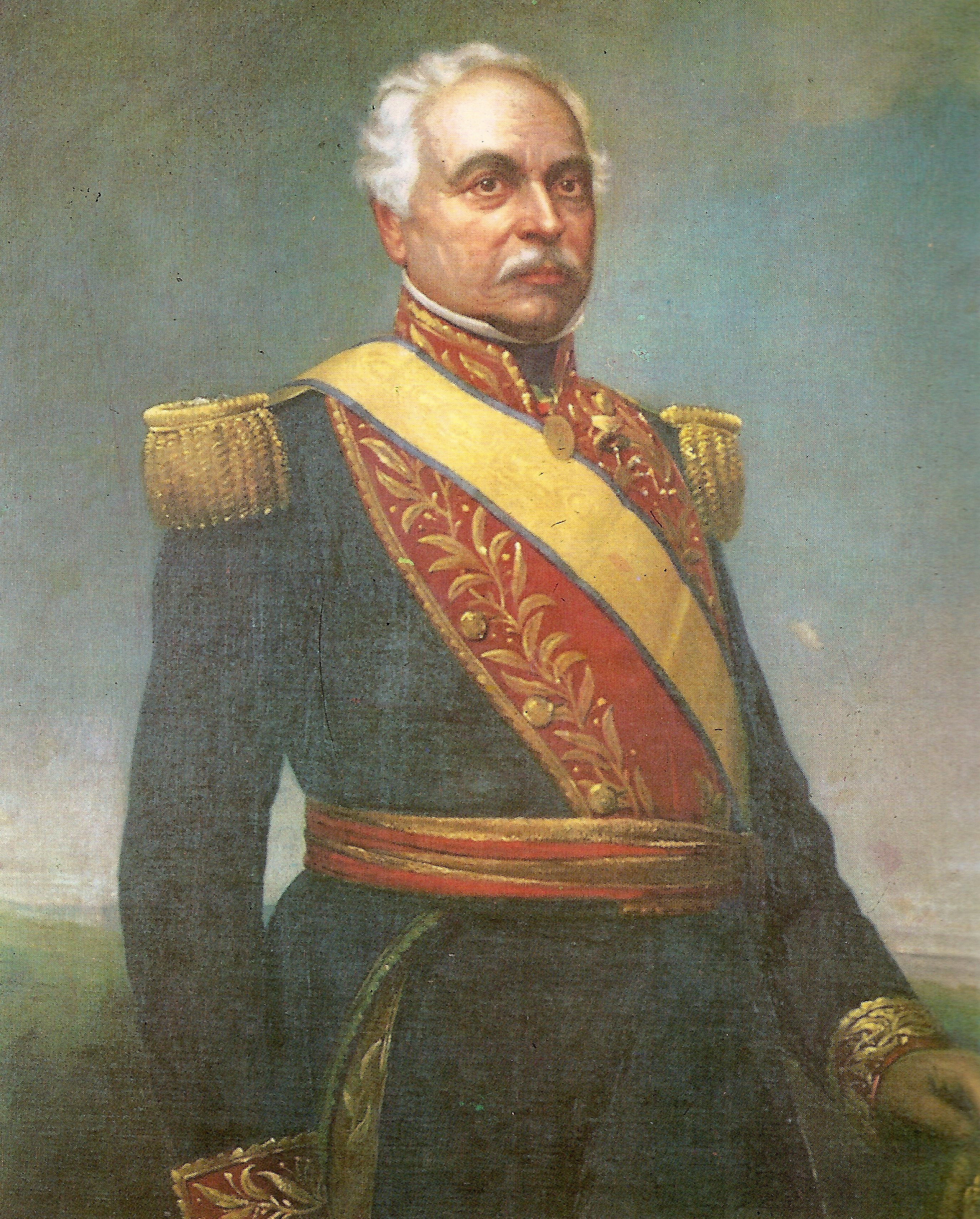
José Antonio Páez, presidente del Venezuela in tre occasioni.

La piccola comunità di discendenza spagnola ed europea, dopo alcuni secoli si rese indipendente dalla Spagna. L'inizio della rivoluzione avvenne il 19 aprile 1810, quando l'allora Capitano Generale del Venezuela, Vicente Emparán, fu deposto dal Cabildo di Caracas. Dopo una serie di rivolte infruttuose e sotto la spinta del Maresciallo Francisco de Miranda, il Venezuela si proclamò indipendente il 5 luglio 1811; tuttavia, la Prima Repubblica ebbe vita breve e capitolò alcuni mesi dopo di fronte alla reazione spagnola. Ebbe così inizio una lunga guerra d'indipendenza, che ricevette un impulso nel 1813 grazie a Simón Bolívar, che, dopo aver preso il controllo di Cúcuta, cominciò una serie di battaglie facendosi strada verso la capitale Caracas, dove entrò nello stesso anno proclamandosi Libertador e dove venne istituita una seconda Repubblica.
Comunque, una nuova reazione fedele alla Corona di Spagna fece capitolare l'anno seguente anche la Seconda Repubblica. Bolívar intanto era andato a cercare appoggio dagli inglesi in Giamaica, prima di andare a Haiti, dove si erano rifugiati numerosi leader venezuelani. Da Haiti partì una spedizione che inizialmente prese possesso di Isla Margarita, ma che fu poi respinta a Carúpano e Maracay, nel 1816. Nel 1819 Bolívar, tentando di riorganizzarsi, convocò il Congresso di Angostura, che portò alla creazione della Gran Colombia. Nel 1820 venne firmato il Tratado de Armisticio y Regularización de la Guerra, che mise fine alle ostilità fino al 1821. Il 24 giugno dello stesso anno, Bolívar, aiutato da José Antonio Páez e Antonio José de Sucre, vinse la Battaglia di Carabobo, sconfiggendo l'esercito reale di Miguel de la Torre e liberando definitivamente il Venezuela dagli spagnoli.
La nuova Repubblica del Venezuela fu subito preda di "caudillos" che la dominarono in forma dittatoriale, assoggettandola a frequenti colpi di stato e rivoluzioni locali. Tale situazione si protrasse per buona parte del Novecento, allorché il paese fu governato prima da Cipriano Castro (1899-1908) e poi, per quasi trent'anni, da Juan Vicente Gómez (1908-1935). Fu durante il regime di quest'ultimo, nel corso degli anni venti del Novecento, che la scoperta di ingenti giacimenti di petrolio mutò radicalmente la situazione economica e politica del Venezuela. Nel 1928 il paese era già divenuto il secondo produttore mondiale di tale materia prima. Tuttavia fu solo negli anni quaranta del Novecento, con il vertiginoso aumento del prezzo dell'oro nero, che il petrolio si tradusse in una fonte ingente di entrate per il Paese.

### La seconda guerra mondiale
Verso la metà degli anni '30, Eleazar López Contreras succedette a Gómez come presidente del Venezuela. Egli ristabilì alcune libertà democratiche, promulgando nel 1936 una costituzione di ispirazione liberal-moderata, che però limitava in vario modo l'azione delle organizzazioni e dei partiti di sinistra.
Nel 1941 López Contreras venne sostituito dal generale Isaías Medina Angarita, che si alleò con gli Stati Uniti e il Regno Unito, dichiarò guerra all'Asse, rese operativa un'imposta sul reddito già elaborata dal suo predecessore, rese più moderno e funzionale il Codice civile, intraprese un'intensa lotta all'analfabetismo e pose le basi per una prima, timida normativa concernente la previdenza sociale.
Tuttavia, la politica riformista di Medina Angarita, forse giudicata troppo moderata, non riuscì ad incontrare il favore delle masse, che nel 1945 appoggiarono l'ascesa al potere del socialdemocratico Rómulo Betancourt, che cominciò un rinnovamento costituzionale promulgato nel 1947, istituendo il voto segreto a suffragio universale per l'elezione del presidente.

### Il secondo dopoguerra

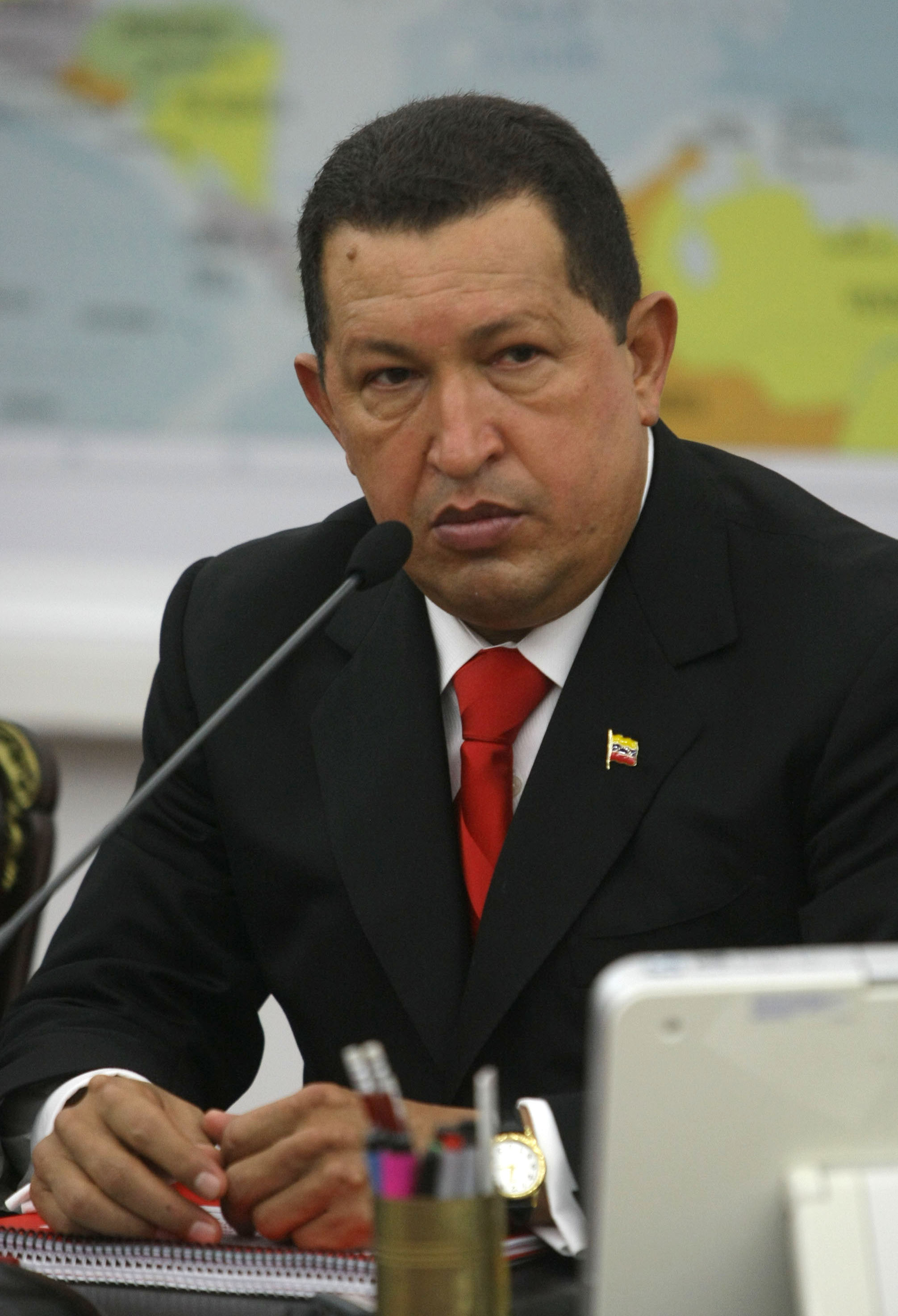
Hugo Chávez nel 2010.

Nel 1948 il presidente Rómulo Gallegos, eletto democraticamente nel 1947, fu esiliato da un'alleanza di conservatori ed esercito, e al suo posto il potere fu assunto da una giunta militare che sciolse il parlamento e instaurò una dittatura.
Negli anni 1950 Marcos Pérez Jiménez, appartenente alla giunta militare ascesa al potere nel 1948, riunì su di sé tutti i poteri, divenendo dittatore del Venezuela. Convinto che l'immigrazione europea potesse essere determinante per lo sviluppo del Paese, la favorì in ogni modo, permettendo l'ingresso di circa un milione di stranieri (tra di essi circa 300 000 italiani, che costituiscono la seconda più importante comunità straniera dopo quella spagnola).
Nel gennaio 1958 Pérez Jiménez venne deposto da una giunta militare capeggiata dal generale Wolfgang Larrazábal. Da tale data ebbe inizio l'attuale era democratica del Venezuela, con una serie di presidenti, democraticamente eletti, che si sono succeduti alla guida del Paese: Rómulo Betancourt, Rafael Caldera, Raúl Leoni, Luís Herrera Campíns, Jaime Lusinchi, Carlos Andrés Pérez, Hugo Chávez, Nicolás Maduro.

### Il governo bolivariano
Hugo Chávez è ricorso a elezioni e referendum per sostenere le riforme costituzionali di cui è stato promotore e le sue politiche di tipo rivoluzionario. Con l'approvazione della Costituzione Bolivariana, avvenuta mediante referendum nel 1999, è stato introdotto il principio della revocabilità di tutti i mandati elettivi a ogni livello dell'amministrazione, compresa la carica presidenziale, che può essere revocata attraverso referendum popolare alla metà del periodo di esercizio. Dopo l'approvazione del referendum costituzionale del febbraio 2009, le candidature per tutte le cariche elettive possono essere ripresentate nelle successive elezioni, senza limitazioni numeriche.
Nel 2002 è stato ordito un colpo di Stato contro Hugo Chávez, reo di aver ripetutamente ed insistentemente violato il dettato costituzionale, da parte di settori dell'imprenditoria, del sistema comunicativo e di alcuni militari. Il colpo di Stato è fallito in seguito alle proteste di piazza e alla fedeltà al governo di importanti settori dell'esercito, nel quale si è sempre fortemente annidata la pervasiva corruzione pubblica, e grazie all'apparato giudiziario, nel frattempo epurato di tutte le sue componenti non dichiaratamente chaviste, riportando il presidente a Palazzo di Miraflores, sede del governo. Chávez è morto di cancro nel marzo del 2013 e il suo posto è stato preso da Nicolás Maduro, uno dei suoi più fedeli sostenitori.
Sotto il governo di Maduro sono emersi gravi problemi economici e numerose proteste di piazza contro il suo governo. Gli attacchi operati da Maduro contro gli Stati Uniti d'America, accusati di essere un impero volto all'annichilimento e alla conquista di liberi Stati sovrani, ha comportato la promulgazione di dure sanzioni economiche imposte dagli Stati Uniti che hanno aggravato le già rilevanti difficoltà nell'acquisto dei beni di prima necessità e di medicine, oltre al blocco dei conti come è sempre avvenuto per gli Stati considerati nemici e per organizzazioni o gruppi terroristici, che hanno portato a razionamenti e scarsità anche di generi di prima necessità. Il 29 marzo 2017 il Tribunale Supremo di Giustizia ha condannato il Parlamento per aver voluto convalidare l'elezione di alcuni deputati dell'opposizione particolarmente invisi al regime, e ha avocato a sé il potere legislativo, compiendo a tutti gli effetti un colpo di Stato e come una vera e propria deriva autoritaria del Paese, ispirata da Maduro. Si rivela fondamentale il sostegno nei confronti del regime di Maikel José Moreno Pérez, neoeletto presidente del Tribunale Supremo di Giustizia con alle spalle precedenti penali per reati contro la persona e contro il patrimonio, oltre che per corruzione. In seguito, Maduro ha invitato il tribunale, a furor di popolo, a rivedere il suo verdetto.
Le elezioni presidenziali anticipate, convocate per l'aprile 2018 e poi rinviate al successivo 20 maggio, hanno visto la partecipazione di quattro candidati.

## Geografia
Il Venezuela è situato nella parte più settentrionale dell'America meridionale, si affaccia sul mar dei Caraibi e nella parte più meridionale della costa, a sud del delta dell'Orinoco, sull'oceano Atlantico. La sua geografia variegata combina regioni tropicali, climi desertici, giungle, ampie pianure e ambienti andini. Vi si trova la più grande area protetta dell'America Latina, nota come Zone soggette a regime di amministrazione speciale, che copre circa il 63% del territorio nazionale.

### Morfologia

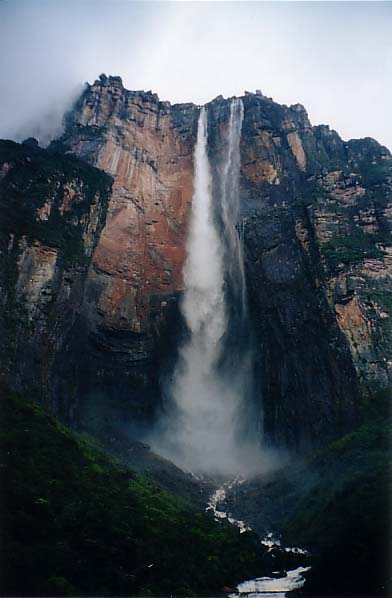
Il Salto Angel, le più alte cascate al mondo.

Geograficamente in Venezuela possono distinguersi tre diverse aree:
- Nella parte settentrionale del paese vi è una zona montuosa costituita da catene appartenenti al massiccio andino, proseguimenti della Cordigliera Orientale colombiana dai quali si dipartono due sistemi montuosi, la Sierra de Perijá che delimita il confine tra Colombia e Venezuela e la Cordigliera di Mérida che si insinua nel paese a sud e a est del lago di Maracaibo e di cui il Pico de Bolivar (5 007 m s.l.m.) rappresenta il punto più elevato. Tra i due sistemi montuosi si trova l'altopiano di Zulia. La Cordigliera di Mérida prosegue seguendo la linea della costa (e assumendo appunto il nome di Cordigliera della Costa) che in questo tratto è scoscesa e impervia, di fronte si trovano numerose isole, la più grande è la Isla de Margarita. Nel tratto più orientale, in corrispondenza del delta dell'Orinoco, la costa si fa bassa e paludosa.
- La parte centrale del paese è caratterizzata da ampie pianure erbose chiamate Los llanos che coprono circa un terzo del territorio del paese. Si tratta di un'area con un'altitudine ridotta (inferiore ai 600 m s.l.m.) che durante la stagione delle piogge subisce ampi allagamenti da parte dei fiumi che l'attraversano.
- La parte meridionale del paese, a sud del corso del fiume Orinoco, si trova su un altopiano chiamato massiccio della Guyana, che da un punto di vista geologico è uno degli ambienti più antichi dell'intero continente.

La formazione più notevole di quest'area è l'altopiano chiamato Gran Sabana, nel corso dei millenni l'arenaria che lo compone è stata erosa e sono rimaste vallate e formazioni rocciose chiamate Tepuis caratterizzate da flora e fauna particolari, l'isolamento ha infatti permesso lo sviluppo di specie endemiche. In quest'area si trovano alcune fra le cascate più alte del mondo, come ad esempio il Salto Kukenam e il Salto Angel (979 m) che è una delle attrattive principali del Parco nazionale di Canaima ed è stato incluso nella lista del patrimonio dell'umanità da parte dell'UNESCO.

### Idrografia
Il fiume principale del paese è l'Orinoco, lungo 2 574 km di cui circa 1 500 sono navigabili. Nasce al confine tra Venezuela e Brasile. Nel primo tratto del suo corso lo spartiacque è difficilmente definibile, il fiume si divide infatti in due rami uno dei quali, il canale Casiquiare, costituisce un collegamento naturale con il Rio delle Amazzoni, tramite il Rio Negro infatti un terzo circa delle acque dell'Orinoco confluisce nel Rio delle Amazzoni.
La maggior parte dei fiumi che nascono nella parte settentrionale del paese scorrono verso sud-est nel fiume Apure, un affluente dell'Orinoco, che attraversa la regione dei Llanos.
Un altro fiume degno di nota è il Río Caroní, caratterizzato da un corso molto rapido e sfruttato per la produzione di energia elettrica. Nasce negli altopiani della Guyana e sfocia nell'Orinoco nei pressi di Ciudad Guayana.
Nella parte nord-occidentale del paese si trova il lago di Maracaibo, il più grande lago dell'America meridionale, residuo di un antico golfo sul mar dei Caraibi.

### Isole

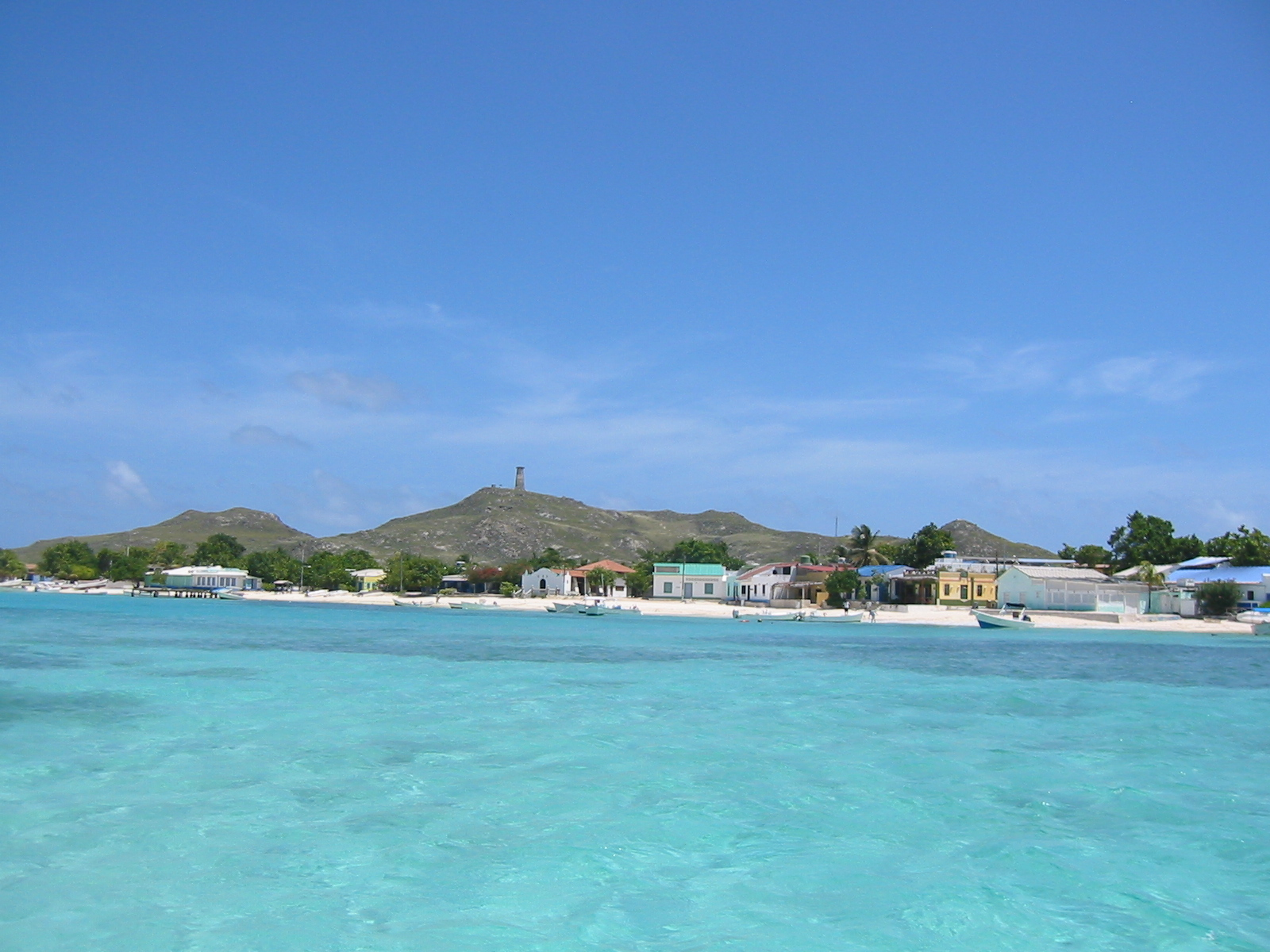
Los Roques.

Le isole appartengono alle Isole Sottovento delle Piccole Antille. Se ne contano più di 300, appartenenti per lo più allo Stato di Nueva Esparta e alle Dipendenze Federali. La più grande e popolosa è Margarita mentre tra gli altri è Los Roques l'arcipelago più popolato. Tra le altre isole o gruppi di isole si segnalano: Aves, La Blanquilla, Patos, La Orchila, La Sola, La Tortuga, l'Arcipelago di Las Aves, Los Frailes, Los Hermanos, l'Arcipelago di Los Monjes, Los Testigos.

### Clima
Il Venezuela ha un clima tropicale, generalmente contraddistinto da una stagione piovosa, (da maggio a ottobre) e una secca (da novembre ad aprile). Le precipitazioni sono molto variabili e vanno dai 300–400 mm (o ancor meno) di alcune zone della fascia costiera dello Stato Falcón agli oltre 2000 millimetri di alcune zone dell'Amazzonia venezuelana, a Sud del paese.
Il caldo è spesso mitigato dall'altitudine: Caracas, a quasi 1 000 metri s.l.m., presenta temperature medie annue
pari a 22 °C circa, ma di 6-7 °C inferiori a Maracaibo, che invece si trova sul livello del mare. Nelle Ande venezuelane si registrano le medie minime: la città di Mérida, sita a oltre 1 600 metri s.l.m., ha una temperatura media annua di circa 18-19 °C. Ci sono alcune vette delle Ande ricoperte da ghiacciai e nevi perenni.

## Popolazione

### Distribuzione e composizione

Andamento della popolazione del Venezuela dal 1950 al 2020.

La popolazione è distribuita in forma poco omogenea sul territorio: circa l'85% degli abitanti si concentra nelle città a nord e ben il 73% vive a meno di 100 chilometri dalla costa. Al contrario, solo il 5% dei venezuelani vive nelle terre a sud del fiume Orinoco, che pure rappresentano quasi la metà della superficie del paese.
In Venezuela non sono state effettuate, almeno in età contemporanea, rilevazioni ufficiali di carattere etnico. Le stesse popolazioni indigene sono state censite esclusivamente sulla base delle rispettive lingue autoctone d'uso. Risulta pertanto quanto mai problematico addentrarsi in tale campo, lasciato all'iniziativa di una miriade di studiosi e di istituti di ricerca privati la cui affidabilità lascia molto spesso a desiderare.
Generalmente si ritiene comunque che circa i due terzi della popolazione venezuelana siano meticci o (più raramente) mulatti, nati dalla fusione secolare fra "bianchi" e "indios" (meticci) o fra "bianchi e "neri" (mulatti). Non manca il prodotto di incroci fra neri e indios (i cosiddetti zambos) e quello derivante, tempo addietro, da tutte e tre le etnie che popolano il paese.

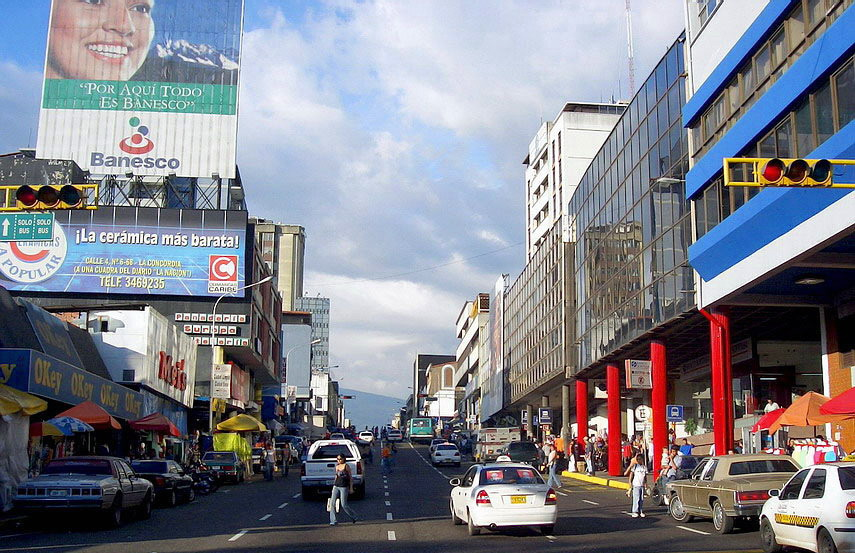
San Cristóbal.

La componente bianca, piuttosto esigua in epoca coloniale e nel primo secolo di indipendenza, è stata potentemente rafforzata, a partire dagli anni 1940, con l'arrivo di circa 980 000 europei che per la maggior parte si stanziarono definitivamente nel paese andandosi ad aggiungere a una popolazione che, secondo il censimento del 1941, era inferiore ai quattro milioni di abitanti. Secondo alcune rilevazioni di carattere non ufficiale (dati del 2005), il gruppo etnico bianco costituisce la quinta parte dell'intera popolazione ed è formato soprattutto da immigrati e figli di immigrati di origine europea recente, oltre che da creoli di vecchia ascendenza ispanica.
I primi a immigrare in Venezuela furono, all'inizio degli anni 1940, alcune migliaia di esuli della Guerra civile spagnola, provenienti generalmente dalla Francia o da altri Paesi latinoamericani che li avevano inizialmente accolti. Seguirono gli italiani nel Secondo dopoguerra (a partire dal 1947 circa) insieme a un gran numero di iberici (di origine soprattutto galiziana e portoghese) e ad un limitato numero di francesi, tedeschi, europei dell'est, ecc. Ancor oggi la presenza di comunità europee nel paese è, sia sotto il profilo demografico sia economico, considerevole. Fra queste le principali sono la spagnola, l'italiana e la portoghese.
Gli indios rappresentano invece circa il 3% sul totale della popolazione (724 592 secondo i dati del censimento del 2011), ciò nonostante, la popolazione venezuelana in generale ha nel suo patrimonio genetico un contributo indio o amerindio compreso tra il 23% e il 25% del totale. Il termine indio ha una valenza, nei rilevamenti statistici, culturale (linguistica in particolare), non razziale.
La popolazione nera allo stato puro o semipuro costituisce circa il 10% (secondo alcune rilevazioni di carattere non ufficiale del 2005), concentrato per lo più nelle zone costiere (fra cui la regione di Barlovento nello Stato Miranda).
| Anno cens.       | 1873      | 1891      | 1920      | 1941      | 1971       | 1981       | 1990       | 2001       | 2011       | 2019       |
| ---------------- | --------- | --------- | --------- | --------- | ---------- | ---------- | ---------- | ---------- | ---------- | ---------- |
| Popol. residente | 1 784 194 | 2 323 527 | 2 362 985 | 3 850 771 | 10 721 522 | 14 516 735 | 18 105 265 | 23 232 553 | 28 150 095 | 32 816 801 |

A decorrere dal 2015, a causa pessime condizioni economiche in cui è caduto il Paese sotto la guida del presidente Nicolás Maduro e delle sanzioni economiche statunitensi iniziate l'8 marzo 2015 con l'ordine esecutivo 13692 e inasprite con l'ordine esecutivo 13808 del 24 agosto 2017, si è verificata un'importante crisi migratoria. È stato stimato che almeno un milione di persone abbia abbandonato il Paese per sfuggire alla povertà.

### La comunità italiana

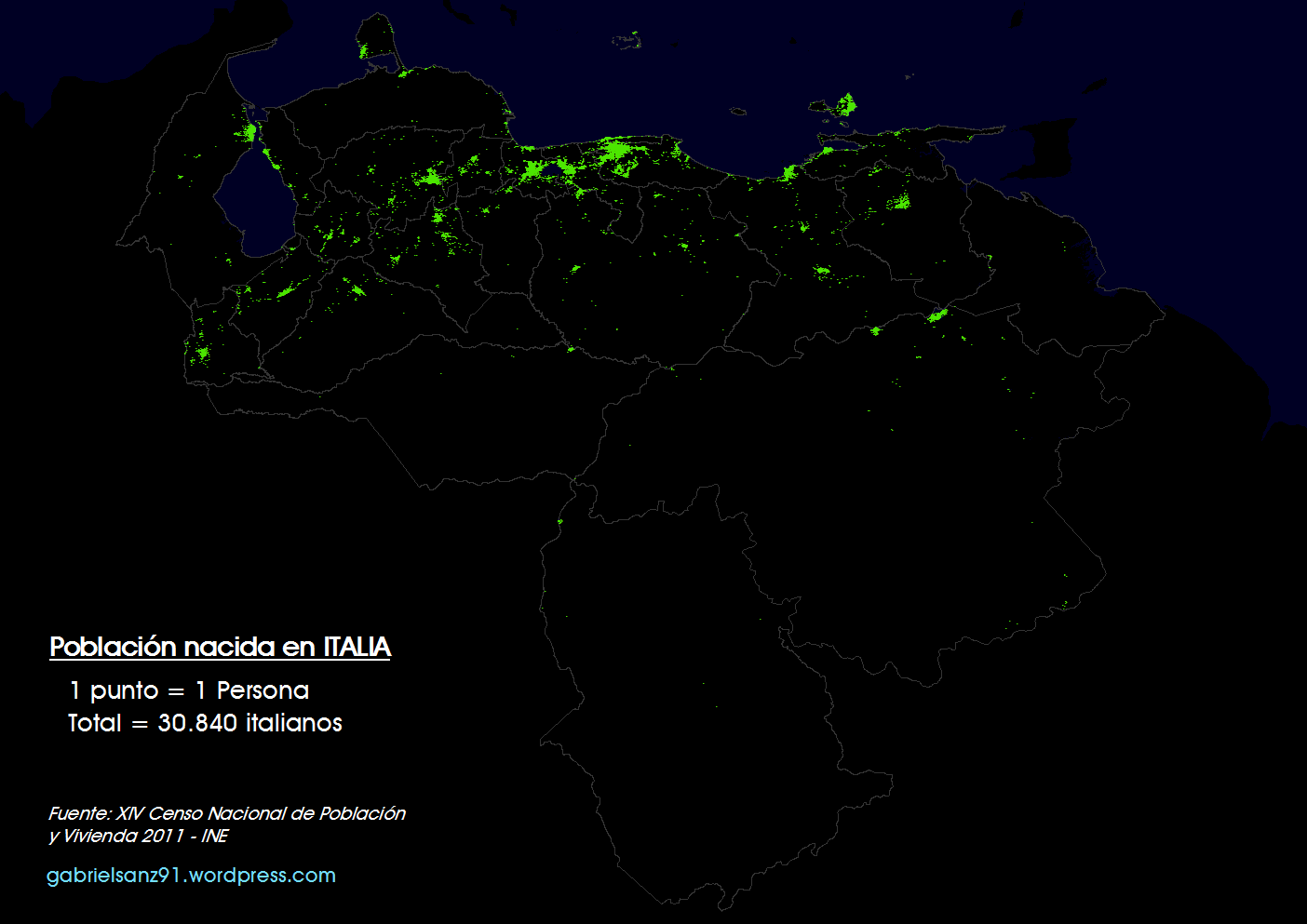
Italo-venezuelani in Venezuela. Aree del Venezuela dove la comunità italiana è concentrata.

Il Ministero degli affari esteri italiano calcola che, fra la fine della seconda guerra mondiale e l'inizio degli anni 1970, siano immigrati in Venezuela oltre 250 000 italiani, che, in massima parte, si insediarono in forma permanente nel paese latinoamericano. Tale corrente migratoria, che raggiunse le sue punte più alte negli anni 1949-1960 (con oltre 220 000 emigrati), diminuì drasticamente negli anni sessanta del Novecento, per convertirsi in un fenomeno assolutamente marginale nei decenni successivi in cui si sono verificati anche dei periodi con saldi positivi a favore dell'Italia.
Secondo l'Ambasciata d'Italia a Caracas, sono poco meno di duecentomila (2005) gli italiani residenti nel paese, cui vanno aggiunti altri ottocentomila loro discendenti, considerando anche quelli di origini "miste", o forse più. Questi ultimi, per la normativa locale, sono considerati venezuelani a tutti gli effetti essendo nati in Venezuela. A questa poderosa colonia, costituita da circa un milione di membri, vanno aggiunti anche alcuni italo-venezuelani di ascendenze italiche più lontane, come l'ex-presidente Jaime Lusinchi (di origine corso-italiana), che governò il paese negli anni 1980.
Le zone che hanno accolto il maggior numero di immigrati provenienti dall'Italia sono quelle centro-settentrionali e, in primo luogo, Caracas, la capitale (Distretto federale e parte dello Stato Miranda), che riuniva, agli inizi degli anni 1970, i due terzi dell'intera comunità (140 000 su 210 000 circa). Seguivano, nell'ordine, gli Stati Zulia (17 000 unità) e Aragua (13 000 unità). Collettività di una certa consistenza erano presenti anche negli Stati Bolívar (10 000), Lara (9 000) e Carabobo (8 500).
L'immigrazione italiana in Venezuela fu di carattere quasi esclusivamente urbano, non rurale o misto come in Argentina e Brasile, e coinvolse al 90% le regioni meridionali, mentre in Argentina vi fu un forte apporto anche di liguri, piemontesi e friulani e in Brasile di veneti. Molti oriundi italiani, fra cui prevalgono ormai quelli di seconda e terza generazione, occupano posizioni sociali ed economiche di primaria importanza in Venezuela.

### Religione
La libertà religiosa è garantita dalla Costituzione. Secondo una stima del gennaio 2022, la maggioranza dei venezuelani è di fede cristiana e in particolare cattolica (circa il 71%), seguiti dai protestanti, in particolare pentecostali (17%) e gli ortodossi (meno dell'1%). I musulmani rappresentano meno dello 0,5% sulla popolazione totale. Trascurabili le minoranze induiste, buddhiste e di altre confessioni religiose.
Numericamente esigua (fra i 16 000 e i 35 000 fedeli, a seconda delle rilevazioni), ma importante sotto il profilo economico e finanziario, è la comunità di religione ebraica presente nel paese. A Caracas è concentrato circa il 40% dei fedeli, ma gruppi più o meno consistenti si possono trovare anche a Maracaibo, Maracay, Puerto La Cruz, Porlamar e altre città venezuelane. Dalla fine degli anni novanta del Novecento molti rappresentanti della comunità ebraica hanno lamentato atteggiamenti di intolleranza, se non proprio di antisemitismo, nei propri confronti. La responsabilità viene imputata al presidente Chávez, che da parte sua ha sempre respinto tali accuse giudicandole prive di fondamento. Il motivo per cui spesso è stato accusato di antisemitismo nasce dalle sue critiche alla nazione di Israele (anche se in tal caso si tratta di antisionismo), nate anche per la sua solidarietà alla Palestina, il suo noto antimperialismo e le sue amicizie con i leader di Paesi come Iran e Siria, noti avversari di Israele.

### Lingue

#### Lingua ufficiale
La lingua ufficiale è lo spagnolo, che presenta numerose affinità con quello parlato nei Caraibi (Cuba, Repubblica Dominicana, Porto Rico, ecc.) e alcune differenze con quello della madre-patria ispanica, soprattutto di carattere fonetico e lessicale. Va messo in evidenza che quanto più alto è il livello socio-culturale del parlante venezuelano tanto più tali differenze si riducono, mentre nel caso contrario si accentuano.
Per quanto riguarda la fonetica le differenze più salienti fra lo spagnolo-venezuelano e quello peninsulare sono quattro:
- il seseo, e cioè il caratteristico suono interdentale della c + e e/o c + i e della z, viene sempre pronunciato come una s sorda (mentre ha un suono simile al th inglese nello spagnolo di Spagna)
- la s posta alla fine della parola, marcatissima nello spagnolo peninsulare, è quasi muta, venendo pronunciata come una j appena accennata (in italiano h aspirata); quando invece la s, trovandosi nel corpo della parola, è seguita da consonante, non viene neppure pronunciata;
- la d intervocalica e a fine parola non viene generalmente pronunciata;
- di uso generale è lo yeismo in cui il suono ll (simile all'italiano gl di gigli) viene pronunciato come fosse una y

Le differenze lessicali possono venire sintetizzate nella seguente forma:
- presenza nello spagnolo di Venezuela di arcaismi, scomparsi da secoli oppure utilizzati nello spagnolo peninsulare solo nel loro significato originario, come ad esempio, carro (carro in castigliano, automobile in spagnolo venezuelano), plata (argento in castigliano, denaro in spagnolo venezuelano), ecc.;
- presenza di molti termini inesistenti nello spagnolo peninsulare. Tali termini possono essere di origine india 'guayoyo', in italiano caffè lungo, guacamaya (pappagallo in italiano), o di derivazione italiana (tenemos la testa, piano a piano, chao, ecc.), francese (mussiù per indicare lo straniero, da monsieur, petipuás, piselli in italiano, da pétit pois), inglese (full equipo, equipaggiamento completo, da full equipment, guachimán, in italiano vigilante, custode, da Watch-man), portoghese (malandro, cioè malandrino, delinquente), africana (chévere, intraducibile in italiano, detto di persona in gamba, o di cosa o di sensazione estremamente piacevole, ecc., dallo yoruba ché egberi), ecc.

Va infine sottolineato che nella quasi totalità del Venezuela, la seconda persona plurale dei vari modi e tempi si è persa completamente. Il vosotros è stato sostituito dall'ustedes seguito dalla terza persona plurale. Solo nella città di Maracaibo, e zone limitrofe, si è conservato il vos (invece del vosotros dello spagnolo peninsulare), seguito dalla seconda persona plurale, però e utilizzato per la seconda persona del singolare (Vos Hacéis = Tu Haces = Tu Fai).

#### Lingue co-ufficiali
La nuova costituzione bolivariana di Venezuelana, voluta dal presidente Hugo Chávez (1999), protegge le lingue indigene (art. 9) ribadendone la coufficialità con lo spagnolo nei propri territori di diffusione.
Si tratta di oltre 30 idiomi autoctoni raggruppati in otto famiglie principali:
- arawako - che include il kurripako, il piapoko e il wayuu, l'idioma autoctono più parlato in Venezuela (oltre 100 000 parlanti);
- caribe - che comprende, fra gli altri, oltre al caribe, le lingue pemón (la più parlata di tale famiglia), akawayo, eñepá, e altre di minore importanza;
- chibcha - con il barí;
- guahibana - comprendente il jivi e il kuiva;
- makú - cui appartengono gli idiomi puinave e jodi;
- sáliva - che include la lingua sáliva (in via di estinzione con soli 17 parlanti) e il wótuja;
- tupí - con lo yeral;
- yanomama - integrata dal sanemá e dal yanomami.
- papiamento - dialetto ancora parlato nella zona miniera di El Callao, portato in Venezuela dai laboratori dalle isole caraibiche vicine, in cerca di fortuna nelle miniere d'oro venezuelane.

Fra le lingue non appartenenti ad alcuna famiglia segnaliamo, fra le altre, il pumé e il waraw.
Tali lingue sono parlate, in una situazione di monolinguismo, o di bilinguismo con lo spagnolo, da poco più di 170 000 venezuelani, nella quasi totalità appartenenti alle varie etnie di indios che popolano ancora alcune zone del paese.

#### Altre lingue
Gli immigrati di prima, e spesso anche di seconda generazione, parlano, accanto allo spagnolo, le lingue dei paesi di origine. La più diffusa, dopo quella ufficiale, è l'italiano, insegnato anche in molte scuole del paese e sostenuto dalla presenza della Società Dante Alighieri, con sede, per il Venezuela, a Caracas. Tale lingua è anche intesa, se non parlata, da molti venezuelani che non hanno ascendenze italiane ma che per ragioni familiari, di studio o di lavoro sono entrati in contatto con la comunità italiana, massicciamente presente soprattutto in alcune importanti città della zona centro-settentrionale del paese (Caracas, Valencia, Maracay, ecc.).
Dopo l'italiano la lingua allogena più parlata, come madrelingua, in Venezuela, è il portoghese, grazie soprattutto alla presenza di molti immigrati provenienti dal paese iberico ma anche agli oltre mille chilometri di frontiera in comune con il Brasile, lungo i quali la lingua di Camões è molto diffusa (va però evidenziato che le zone limitrofe al Brasile, tutte appartenenti alla Guayana venezuelana, sono generalmente poco popolate). Strettamente imparentato al portoghese è il galiziano, parlato da molti immigrati iberici (ricordiamo che dalla Galizia è provenuta gran parte dell'immigrazione spagnola diretta in Venezuela e più in generale nelle Americhe).
Diffusione più modesta hanno il francese e il tedesco. Quest'ultimo è parlato in una sua varietà "coloniale" nella Colonia Tovar, dove vivono ancora i discendenti dei coloni che, attorno alla metà dell'Ottocento, si insediarono in zona.
Fra gli idiomi non indoeuropei si segnala l'arabo, parlato dai numerosi immigrati libanesi (e in minor misura siriani) che si sono trasferiti in Venezuela nel corso del Novecento.
Un posto a sé stante merita l'inglese, parlato, come seconda lingua, dall'alta borghesia venezuelana, e, più in generale da gran parte della classe dirigente che spesso manda i propri figli a studiare negli Stati Uniti d'America e (meno frequentemente) in Gran Bretagna. L'inglese, pur contando nel paese un numero di parlanti, come madrelingua, inferiore a quello dell'italiano, del portoghese e di altre lingue allogene, si è convertito nella seconda metà del Novecento, in Venezuela come nel resto dell'America Latina (e del mondo) nel secondo idioma più studiato dopo quello ufficiale e quello che sicuramente ha più prospettive di sviluppo nel prossimo futuro.

## Ordinamento dello Stato
Il Venezuela è una repubblica presidenziale; il Presidente, capo dello Stato e capo del governo, è eletto con elezione diretta e rimane in carica per sei anni. A seguito del referendum del febbraio 2009 e del conseguente emendamento apportato alla Costituzione Bolivariana del Venezuela, ha la possibilità di ripresentarsi per un numero indefinito di mandati. Il presidente nomina il vicepresidente e stabilisce dimensione e composizione del governo. In base all'art 72 della costituzione bolivariana emendata nel 1999, i titolari di tutte le principali magistrature elettive (compresa quella del Presidente della Repubblica), possono essere soggetti a referendum popolare revocatorio una volta compiuta la metà del loro mandato.
Il Parlamento è costituito da una sola camera, l'Assemblea nazionale (Asamblea Nacional) composta da 277 deputati; tre seggi sono riservati ai rappresentanti delle popolazioni native. I deputati restano in carica per 5 anni e possono essere rieletti per altri due mandati.
La Costituzione del Venezuela (Constitución de la República Bolivariana de Venezuela (CRBV)) risale al 20 dicembre 1999.

### Suddivisioni storiche e amministrative
Da un punto di vista amministrativo il Venezuela è diviso in 23 stati federati, più il Distretto della capitale (Distrito Capital) e le 11 Dipendenze Federali (Dependencias Federales) costituite da un insieme di isole e isolotti al largo della costa caraibica venezuelana e per lo più disabitati. Le isole raggruppate nelle dipendenze sono 72.
Gli stati, a loro volta, sono divisi in comuni (municipios) e nel caso del distretto della capitale e delle dipendenze federali in dipartimenti (departamentos). I comuni in Venezuela rappresentano in realtà delle entità territoriali intermedie fra le province e i comuni italiani o spagnoli e si possono, sotto taluni aspetti, comparare agli arrondissement francesi. Sono infatti solo 335 ripartiti in forma diseguale fra gli Stati. Il Táchira, che ha una superficie di 11 100 km² e 1 155 000 abitanti circa (stima 2006) si articola in 29 municipios; mentre il Lara, con un'estensione territoriale e una popolazione ben superiori (19 800 km² e 1 760 000 abitanti circa, sempre secondo le stime del 2006) ne possiede solo 10.
I municipios si suddividono ulteriormente in parrocchie (parroquias), le quali non sempre coincidono con un unico nucleo urbano principale e il proprio territorio di pertinenza. Le città più popolose ed estese sono infatti ripartite generalmente fra più parroquias, mentre spesso una sola parroquia può contenere diverse località abitate.

Regioni del Venezuela.

Stati, con le superfici e le popolazioni relative (stima del 2007):

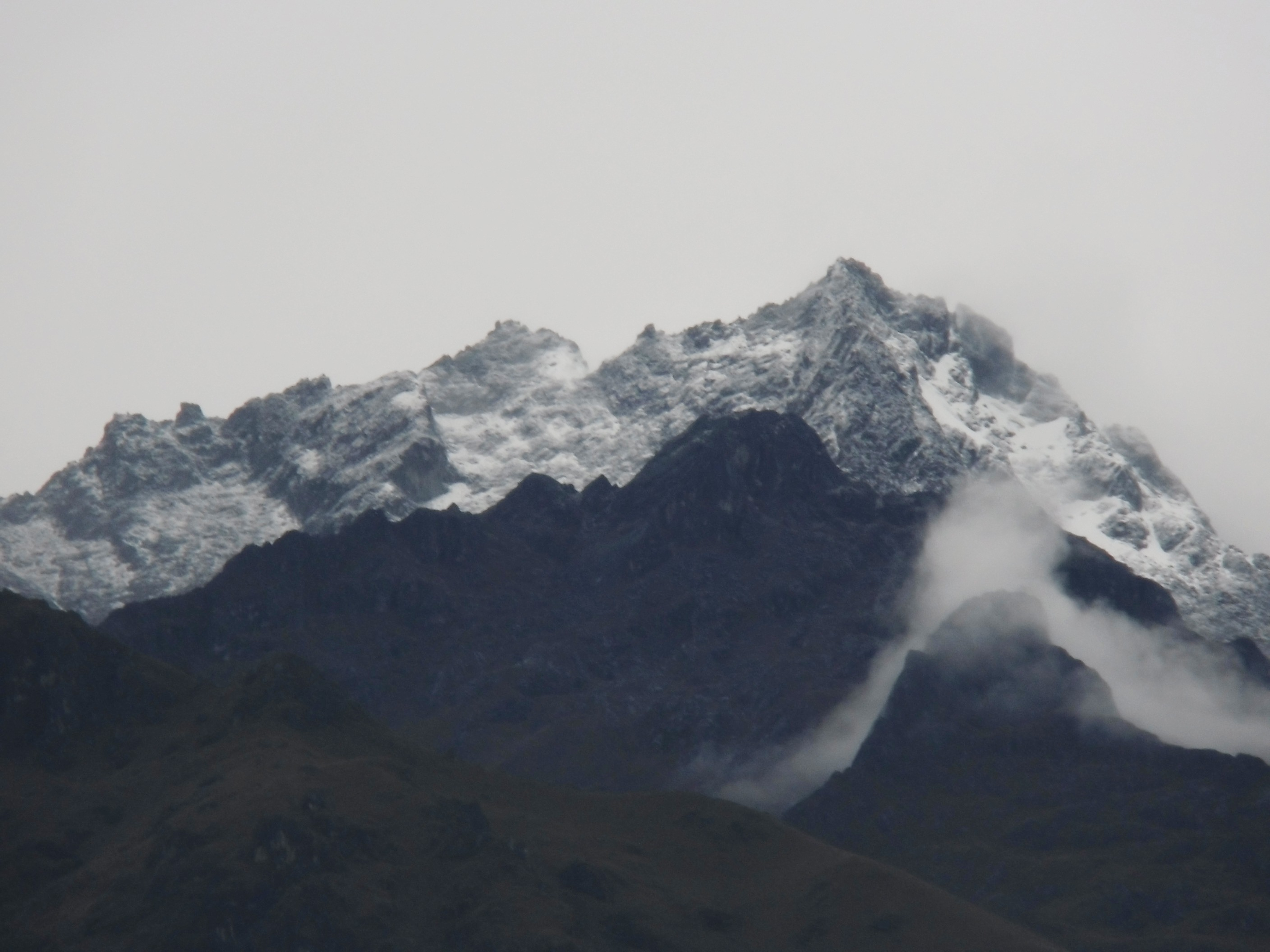
Pico Bolívar, Parco Nazionale Sierra Nevada de Mérida, Venezuela

| Amazonas (Puerto Ayacucho) Sup. km² 180 145 (ab. 142 200) Anzoátegui (Barcelona) Sup. km² 43 300 (ab. 1 477 900) Apure (San Fernando de Apure) Sup. km² 76 500 (ab. 473 900) Aragua (Maracay) Sup. km² 7 014 (ab. 1 665 200) Barinas (Barinas) Sup. km² 35 200 (ab. 756 600) Bolívar (Ciudad Bolívar) Sup km² 238 000 (ab. 1 534 800) Carabobo (Valencia) Sup. km² 4 650 (ab. 2 227 000) Cojedes (San Carlos) Sup. km² 14 800 (ab. 300 300) Delta Amacuro (Tucupita) Sup. km² 40 200 (ab. 152 700) Falcón (Coro) Sup. km² 24 800 (ab. 901 500) Guárico (San Juan de los Morros) Sup. km² 64 986 (ab. 745 100) Lara (Barquisimeto) Sup. km² 19 800 (ab. 1 795 100) Mérida (Mérida) Sup. km² 11 300 (ab. 843 800) Miranda (Los Teques) Sup. km² 7 950 (ab. 2 857 900) Monagas (Maturín) Sup. km² 28 930 (ab. 855 300) Nueva Esparta (La Asunción) Sup. km² 1 150 (ab. 436 900) Portuguesa (Guanare) Sup. km² 15 200 (ab. 873 400) Sucre (Cumaná) Sup. km² 11 800 (ab. 916 600) Táchira (San Cristóbal) Sup. km² 11 100 (ab. 1 177 300) Trujillo (Trujillo) Sup km² 7 400 (ab. 711 400) Vargas (La Guaira) Sup. km² 1 496 (ab. 332 900) Yaracuy (San Felipe) Sup. km² 7 100 (ab. 597 700) Zulia (Maracaibo) Sup. km² 63 100 (ab. 3 620 200) Dipendenze Federali Sup. km² 342 (ab. 1 765) Distretto Capitale (Caracas) Sup. km² 433 (ab. 2 085 488) |

### Rivendicazioni territoriali
Come si è già avuto modo di accennare, il Venezuela ha una storica controversia territoriale con la Guyana che riguarda una superficie di circa 159 500 chilometri quadrati facenti parte della Guayana Esequiba situata lungo il confine orientale del Paese e ufficialmente indicata, anche in cartografia, come Zona en reclamación.

### Città principali (aree metropolitane)
|   | Area metropolitana | Stato/Stati        | Popolazione (2011) |
| - | ------------------ | ------------------ | ------------------ |
| 1 | Caracas            | Distretto Capitale | 3 242 000          |
| 2 | Maracaibo          | Zulia              | 2 310 000          |
| 3 | Valencia           | Carabobo           | 1 866 000          |
| 4 | Barquisimeto       | Lara               | 1 245 000          |
| 5 | Maracay            | Aragua             | 955 000            |
| 6 | Ciudad Guayana     | Bolívar            | 799 000            |

### Istituzioni

#### Università
La più antica università del Venezuela venne fondata il 22 dicembre 1721: si tratta dell'Università Centrale del Venezuela, istituita mediante un lettera reale emessa da re Filippo V di Spagna; inizialmente, però, era stato istituito, nel 1673, il Collegio del Seminario di Caracas.

#### Ordinamento scolastico
Recenti programmi per lo sviluppo prevedono che entro qualche anno il tasso di alfabetizzazione del Venezuela raggiungerà il 99%. Ciò significherebbe un grande passo avanti: solo negli anni novanta, quest'ultimo sfiorava il 90%.
Tasso di alfabetizzazione: 95.2% adulti e 98.4% giovani (su un totale di 29 milioni di persone, dati del 2011).
Studenti universitari: 550 783.
L'obbligo scolastico è fino a 15 anni e i livelli di scuola sono: prescolare, basica (o primaria), secondaria (o diversificata) e superiore. Sono regolamentate dalla Ley Orgánica de Educación che conferisce l'obbligo scolastico dai 6 ai 15 anni. Alcune delle università pubbliche più rinomate in Venezuela sono: l'Università Centrale del Venezuela (UCV) (fondata nel 1721) a Caracas, la Universidad de los Andes (ULA) (f. 1785) a Mérida, la Universidad de Carabobo (UC) (f. 1892) a Valencia, l'Università Simón Bolívar (USB) (f. 1967), la Universidad del Zulia (LUZ) a Maracaibo, la Universidad Nacional Experimental Francisco de Miranda (UNEFM) (f. 1977) a Falcón, e la Universidad de Oriente.

#### Sistema sanitario
Il Venezuela ha un sistema sanitario universale nazionale. La speranza di vita alla nascita è di 74,2 anni, mentre la mortalità infantile si attesta sui 20 morti ogni mille abitanti, inferiore comunque alla media Sudamericana. La malnutrizione infantile (definita come arresto della crescita nei bambini sotto i cinque anni) si attesta al 17%. Secondo le Nazioni Unite, il 32% dei venezuelani manca di servizi igienici adeguati, soprattutto quelli che vivono nelle zone rurali. Le malattie gravi più comuni sono il tifo, la febbre gialla, il colera, l'epatite A, B e D.
Il Venezuela ha un totale di 150 impianti per il trattamento delle acque reflue. Tuttavia, ancora il 13% della popolazione non ha accesso all'acqua potabile.

#### Forze armate
Nel 2016 si stimava che il Venezuela disponesse di 115 000 soldati, 192 carri armati, 277 aerei militari, 6 fregate, 4 corvette, 2 sottomarini e 7 navi per la difesa costiera. Secondo la stessa stima, la potenza generale delle forze armate venezuelane ne fa il 45º stato in una classifica di 133 paesi.
Esistono sei forze armate indipendenti. La sua marina militare è denominata Armada Bolivariana, analogamente l'esercito è Ejército Nacional de la República Bolivariana de Venezuela, mentre l'aeronautica è denominata Aviación Militar Nacional Bolivariana.

## Politica

### Politica interna
L'attuale Costituzione del Venezuela fu approvata mediante un referendum il 15 dicembre 1999 e afferma che la Repubblica Bolivariana di Venezuela è costituita da uno Stato sociale e democratico di diritto e di giustizia che propugna come valori supremi del sistema giuridico la vita, la libertà, la giustizia, l'uguaglianza, la solidarietà, la democrazia, la responsabilità sociale e, in generale, il rispetto dei diritti umani, l'etica e il pluralismo politico.
Secondo i termini stabiliti dalla Costituzione della Repubblica, il Venezuela ha la forma di uno stato federale decentralizzato, governato dai principi di integrità territoriale, dalla cooperazione, dalla solidarietà, dalla partecipazione e dalla corresponsabilità. La stessa ha come scopo la tutela e la promozione della persona e dell'umanità, garantisce l'esercizio democratico della volontà popolare, e la ricerca di uno stato di benessere. Per raggiungere questi obiettivi, i percorsi identificati sono sviluppare l'istruzione e il lavoro.
Si prevede inoltre che la forma di governo è quella di una Repubblica presidenziale, guidata dal Presidente della Repubblica che ha funzioni sia di capo di Stato sia di capo del governo. La sovranità, che risiede nel popolo, viene esercitata in due modi: direttamente, attraverso la stessa Costituzione e le leggi, e, indirettamente, mediante suffragio. Tutti gli enti pubblici sono soggetti alle disposizioni della presente Costituzione. Il Presidente ha il potere di dirigere le azioni di governo.
Il territorio nazionale è diviso in stati, un Distretto Capitale, in Dipendenze Federali e Territori Federali. Gli stati federati sono divisi in Comuni. Allo stesso modo, il governo è diviso tra il potere nazionale, il potere statale e il potere municipale. Sia il governo sia quelli delle suddivisioni territoriali devono essere democratici, partecipativi, elettivi, decentralizzati, alternativi, responsabili e revocabili.
I poteri dello Stato si dividono in:
- Potere esecutivo, esercitato dal Presidente della Repubblica, dal vicepresidente e dai ministri. Il Presidente viene eletto tramite suffragio diretto segreto e rimane in carica per sei anni. Ha la possibilità di venire rieletto, senza limite di mandato.
- Potere legislativo, esercitato dall'Assemblea nazionale, parlamento unicamerale composto da 167 deputati eletti tramite suffragio universale con sistema misto e garanzia di rappresentanza di ogni unità federale nonché delle popolazioni indigene. Anch'essi come il presidente possono essere rieletti.
- Potere giudiziario, esercitato dal Tribunal Supremo de Justicia de Venezuela
- Potere pubblico, controllato da un organo denominato Consejo Moral Republicano, che oltre a essere difensore del popolo controlla in linea generale l'operato dello Stato.
- Potere elettorale, esercitato dal Consejo Nacional Electoral, ha il compito di regolamentare e gestire i processi elettorali.

### Politica estera

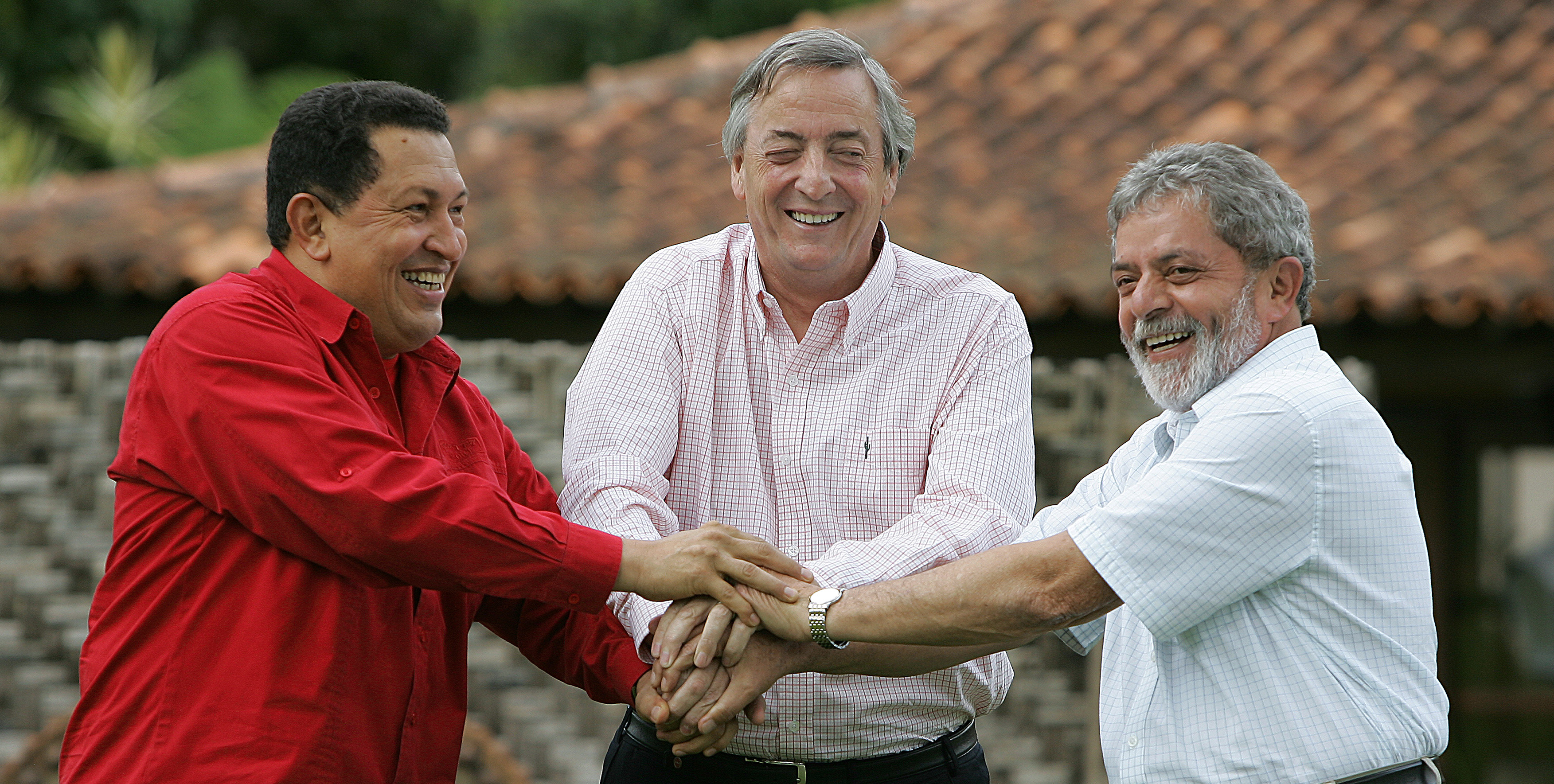
Hugo Chávez, Lula e Kirchner in un incontro a Brasilia.

La politica estera del Venezuela è naturalmente cambiata nel corso della storia a seconda degli orientamenti politici dei propri governanti. All'inizio del XX secolo il Venezuela ebbe alcune tensioni con le potenze europee e con gli Stati Uniti a causa del debito estero. Durante la seconda guerra mondiale si mantenne neutrale fintanto che decise di appoggiare gli Alleati. Con la Costituzione del 1961 e dopo aver avuto buoni rapporti con gli USA e con alcune dittature negli anni cinquanta, Rómulo Betancourt eletto democraticamente nel 1959, decide di avere rapporti solo con gli stati chiaramente democratici. Il Venezuela ha una lunga storia di rivendicazioni territoriali con Guyana e Colombia; con quest'ultima la disputa cominciò addirittura dai tempi della dissoluzione della Gran Colombia, per il Golfo del Venezuela, dove pare esistano discreti giacimenti petroliferi, e che portò nel 1987 alla crisi della corvetta ARC Caldas che rischiò di scatenare un conflitto armato. Ancora nel 2007 i due paesi cercarono di negoziare e concordarono di proseguire successivamente la questione irrisolta sul golfo.
Con il colpo di Stato del 2002 tentato ai danni di Hugo Rafael Chávez Frías, presidente del Venezuela dal 1999, i rapporti in politica estera del Venezuela sono decisamente cambiati.

Chávez si è sempre mosso in politica estera seguendo due importanti direttrici: il consolidamento dell'OPEC (ricordiamo a tale proposito che il petrolio è alla base dell'economia venezuelana) e un'integrazione maggiore dell'America Latina da realizzarsi attraverso l'Unasur e l'Alba (Alternativa Bolívariana para América Latina y el Caribe), senza cioè l'intermediazione e il patronato degli Stati Uniti d'America. Tale politica ha progressivamente allontanato il Venezuela dagli Stati Uniti d'America avvicinandolo sempre più a Cuba e ad alcuni paesi latinoamericani (Argentina, Brasile, Ecuador, Bolivia e Nicaragua, in particolare).
Il Venezuela è uno degli stati fondatori, insieme all'Argentina e al Brasile, della Banca del Sud e partecipa al suo capitale con 4 000 milioni di dollari.

## Economia

### Dimensione
Il Paese rappresenta la quarta economia dell'America latina dopo Brasile, Messico e Argentina.
- Prodotto nazionale lordo (2012): 381 286 milioni di US$ (31º posto della classifica mondiale)[5].
- Prodotto nazionale lordo (PPA), per potere d'acquisto (2012): 397 890 milioni di US$ (33º posto della classifica mondiale)[5].
- Prodotto nazionale lordo pro capite (2012): 12 918 US$ pro capite (53º posto della classifica mondiale)[5].

La voce principale dell'economia venezuelana è legata all'estrazione e raffinamento del petrolio.

#### Agricoltura
La produzione agricola del Venezuela è data da: caffè, cacao, tabacco, canna da zucchero, cotone, vaniglia.
Il governo venezuelano variò la legge per la riforma agraria nel 1960, volta all'espansione e alla diversificazione della produzione agricola. Nel 2003 il settore primario occupava l'11% della forza lavoro e concorreva per il 4,5% alla formazione del PIL. Le colture destinate al mercato interno sono soprattutto mais, riso, patate, manioca e banane. Tra le colture di piantagione, destinate a essere esportate, prevale il caffè, oltre alla canna da zucchero e al cacao. Nella zona costiero-andina si trovano piantagioni di tabacco, mentre nelle aree meno piovose della costa è diffuso il cotone. Rilevanti sono le colture di alberi da frutta.

#### Allevamento
Il patrimonio zootecnico è piuttosto ricco, particolarmente per quanto riguarda i bovini, tradizionalmente allevati nella zona dei llanos, ma anche gli ovini.
L'allevamento, in forte progresso fino agli anni novanta, soprattutto nei llanos, si è andato negli ultimi anni sviluppando a un tasso insoddisfacente, nonostante le misure e gli incentivi promossi dal governo.
La pesca non risulta molto sviluppata, ma alcune popolazioni indigene la usano da generazioni per garantirsi la sopravvivenza.

#### Industria
L'industria è in prevalenza formata da quella chimica, metallurgica, meccanica, del tabacco e alimentare. Fra i prodotti lavorati destinati all'esportazione si segnala il rum.

#### Crisi economica
A partire dal 2013 l'economia venezuelana ha subito un calo degli indici macroeconomici, inaugurando un periodo di recessione e di crisi.
L'origine di questa caduta è una combinazione di problemi strutturali dell'economia venezuelana e la forte influenza esterna della crisi finanziaria globale, con la caduta dei prezzi del petrolio. Nel 2014, il PIL ha avuto una variazione -4,3%, -7,1% nel 2015, -18,6% nel 2016. Particolarmente difficile la crisi in Venezuela si manifesta in un forte aumento della disoccupazione, con un tasso di disoccupazione del 14% nel primo trimestre del 2015 secondo i dati di INE.
La nazione è al primo posto dal 2013 al 2019 secondo l'indice di miseria, somma di inflazione e disoccupazione, che è una misura del malessere di un paese.
La discesa del prezzo del petrolio nel 2015 e nel 2016 ha colpito duramente il paese, che basa buona parte della sua economia sulle esportazioni petrolifere. Fattori climatici avversi hanno causato una carenza di elettricità nel paese, in gran parte di origine idroelettrica. Per far fronte alla mancanza di elettricità, il governo di Maduro in aprile 2016 ha incominciato a razionare l'uso dell'elettricità e ha ridotto la settimana lavorativa, per i dipendenti pubblici, a martedì e a giovedì.
Il Center for Economic and Policy Research (CEPR), con sede a Washington, stima che 40.000 persone sono morte a causa delle sanzioni statunitensi tra il 2017 e il 2018, a causa del loro impatto sulla distribuzione di medicinali, forniture mediche e cibo. Milioni di persone con diabete, ipertensione o cancro non possono più ricevere cure adeguate.
La crisi subita nel nuovo millennio, unita alla forte emigrazione nei vari paesi dell'America Latina e negli Stati Uniti, ha contribuito alla nascita di una gang criminale (la prima del paese) divenuta ormai una mafia internazionale, il Tren de Aragua .

### Valuta
Con la legge monetaria del 1879 il Venezuela adottò il bolívar, in sostituzione del venezolano (valuta che aveva avuto breve vita). Inizialmente il valore del bolívar fu definito, sulla base di un sistema argenteo (silver standard), pari a 4,500 g di argento puro, seguendo i principi dell'Unione monetaria latina. La legge monetaria del 1887 fissò il bolívar d'oro come moneta legale, e il sistema aureo (gold standard) divenne pienamente operativo nel 1910. Il Venezuela uscì dal sistema aureo nel 1930 e, nel 1934, il tasso del bolívar fu fissato in riferimento al dollaro USA al cambio di 3,914 bolívar = 1 dollaro, rivalutato poi nel 1937 a 3,18 bolívar = 1 dollaro, cambio che sarebbe durato fino al 1941.
Fino al febbraio 1983 il bolívar fu la valuta della regione più stabile e più accettata a livello internazionale. Da allora, comunque, il valore della valuta fortemente diminuito, a causa dell'elevata svalutazione.
Dal 1º gennaio 2008 è entrato in circolazione il bolívar venezuelano forte (Codice ISO 4217: VEF; localmente abbreviato Bs F; plurale bolívares fuertes), che a seguito della crisi economica del 2013-2019 è stato sottoposto ad un processo di iperinflazione. Secondo le previsioni del Fondo Monetario Internazionale (FMI) nel 2018 il bolívar venezuelano forte dovrebbe raggiungere un tasso di inflazione pari al milione per cento su base annua.
Il Governo venezuelano del Presidente Nicolás Maduro, ha annunciato che dal 20 agosto 2018 entrerà in circolazione il bolívar venezuelano sovrano (bolívar soberano), che sostituirà il bolívar fuerte e sarà ancorato al Petro, una criptovaluta approvata nel febbraio 2018 dal governo venezuelano di Nicolás Maduro per tentare di aggirare le dure sanzioni finanziarie imposte al Venezuela dalla comunità internazionale.

### Esportazioni e importazioni
| Esportazioni                          | Esportazioni | Importazioni | Importazioni |
| Paese                                 | %            | Paese        | %            |
| ------------------------------------- | ------------ | ------------ | ------------ |
| Stati Uniti                           | 20,90        | Stati Uniti  | 27,60        |
| Cina                                  | 17,50        | Cina         | 13,20        |
| Colombia                              | 12,70        | Brasile      | 9,90         |
| Brasile                               | 7,00         | Colombia     | 5,40         |
| Cile                                  | 4,50         | Argentina    | 4,40         |
| Italia                                | 3,80         | Messico      | 4,30         |
| Messico                               | 3,40         | Perù         | 3,80         |
| Paesi Bassi                           | 3,30         | Panama       | 3,60         |
| Altri                                 | 26,70        | Altri        | 27,90        |
| Fonte: INE, 2012 / CIA World Factbook |              |              |              |

### Trasporti
La rete stradale conta di 29 954 km, quella autostradale di 2 690 km. La rete ferroviaria si estende per 402 km e la rete navigabile è di 7 100 km. A Caracas c'è l'aeroporto internazionale Simón Bolivar (6 940 000 passeggeri l'anno).

### Turismo
Il turismo in Venezuela è prosperoso ed è favorito dalla vasta gamma di ambienti naturali che il paese possiede. L'aumento della ricezione aeroportuale ha favorito l'arrivo di turisti stranieri, per lo più provenienti dall'Europa, che rappresentano un flusso di 301 579 visitatori nel 2008, seguita dai turisti sudamericani (227 105), nordamericani (130 257), caraibici (39 480), asiatici (15 912), dell'America centrale (11 377) e del Medio Oriente (10 100). L'industria turistica ha subito un grave declino a causa dell'instabilità politica in questi ultimi anni. Secondo il Ministero del Potere Popolare per il Turismo (MPPT), nel 2003 arrivarono in Venezuela 435 421 turisti, il 47% in meno rispetto al 1998. Tuttavia, questo tasso ha mostrato una ripresa nel 2008, con 856 810 turisti stranieri in visita nel paese. Probabilmente a causa della crisi economica mondiale, il numero di turisti stranieri provenienti dall'Europa è drasticamente cambiato negli ultimi anni rispetto ai turisti dei paesi vicini, avvantaggiati dai costi del viaggio nettamente più bassi; nel 2012, su un totale di 782 000 turisti, la maggioranza proveniva da altri stati sudamericani (428 211), gli europei furono 198 922, i nordamericani 76 633, i caraibici 34 704, gli asiatici 20 336, i centroamericani e i mediorientali circa 10 000. In particolare, i colombiani sono di gran lunga i visitatori più numerosi del Venezuela (283 788), 5 volte tanto i turisti brasiliani e statunitensi, mentre spagnoli, argentini, italiani e tedeschi sono stati dai 32 000 ai 37 000.
L'Isola Margarita è la destinazione per eccellenza per i turisti che amano le spiagge tropicali, così come pure l'arcipelago de Los Roques e il Parque Nacional Morrocoy. L'Amazzonia invece offre la presenza di numerose tribù indigene e luoghi di particolare interesse naturale, dal Salto Angel, al Tepui o al Gran Sabana.
La Farnesina considera pericolose per il turista alcune aree del Paese, comprese zone della capitale Caracas, per rapine, episodi di microcriminalità, terrorismo legato al traffico degli stupefacenti e sequestri di persona a scopo estorsivo.

## Ambiente

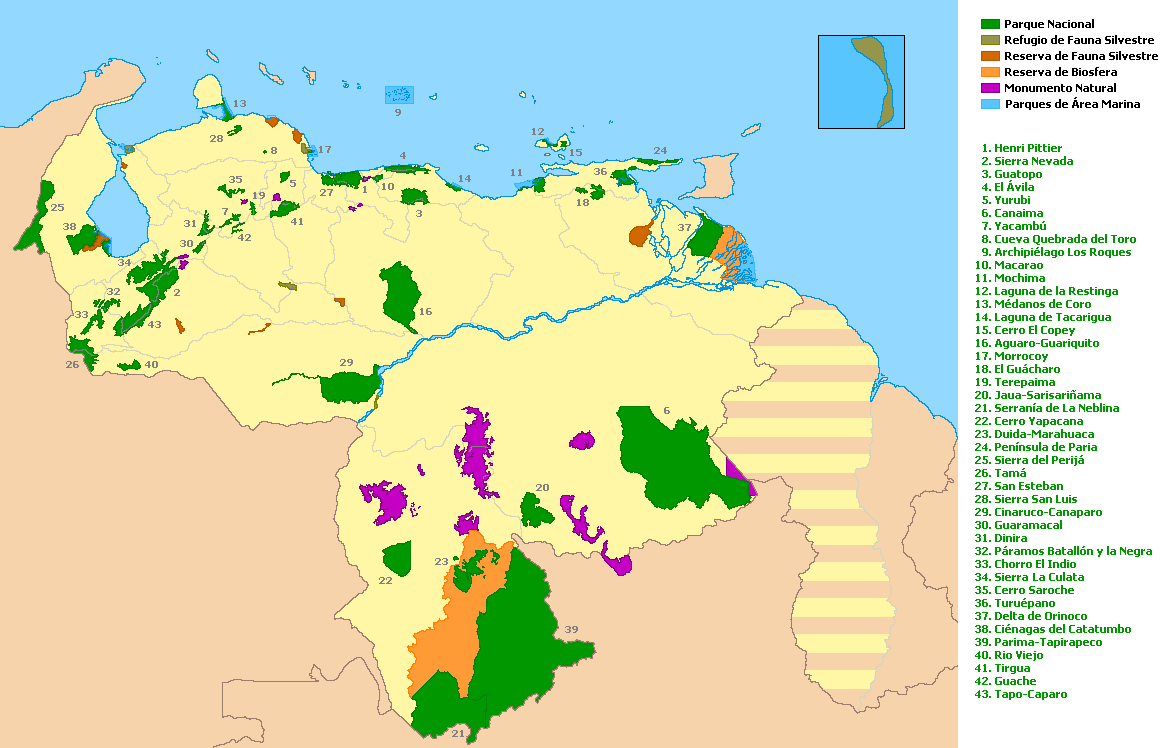
Mappa delle aree naturali protette del Venezuela.

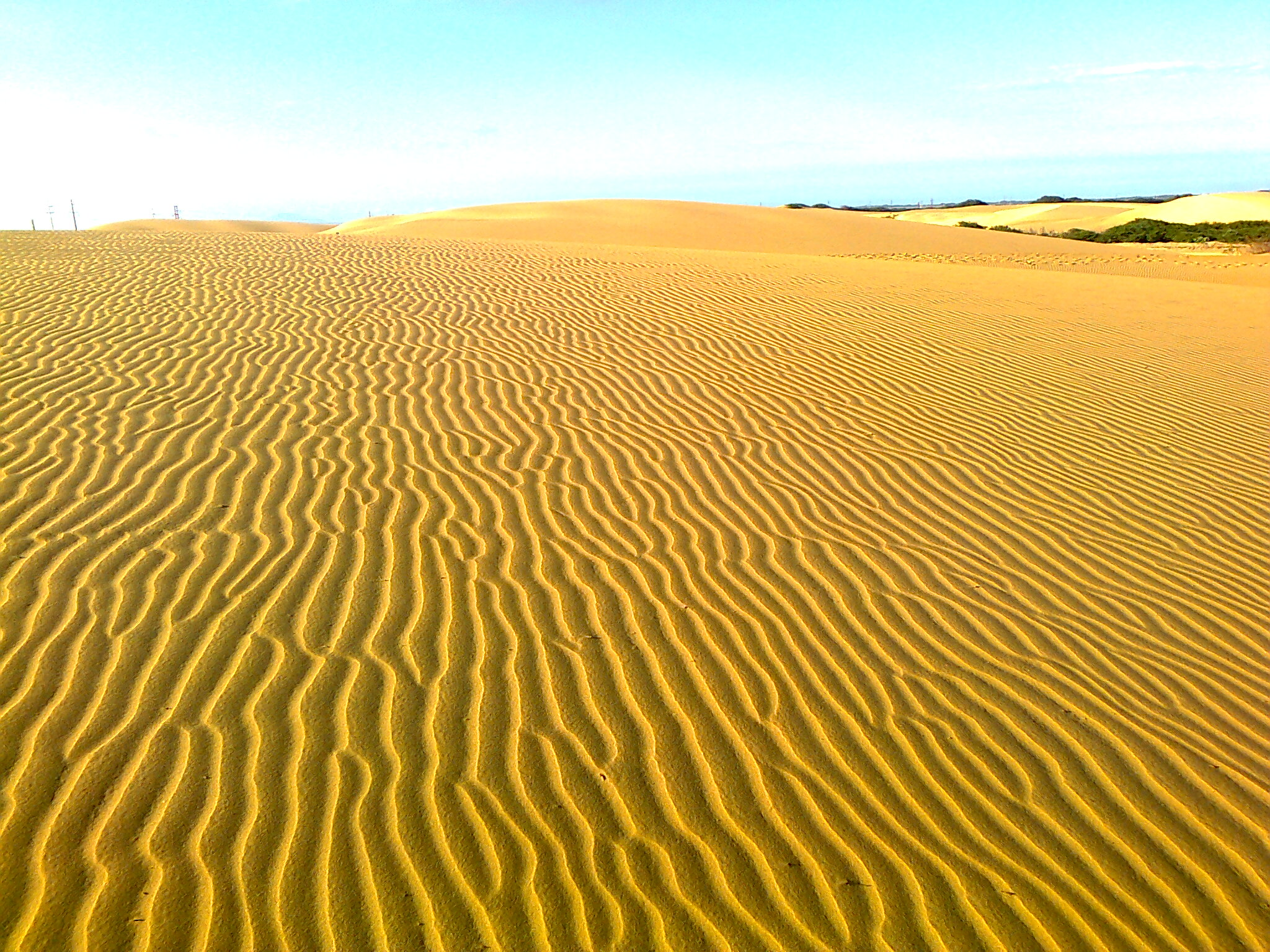
Parco nazionale Medanos de Coro, Falcón, Venezuela

Il Venezuela ha una ampia rete di aree naturali protette che comprende 43 parchi nazionali, 36 monumenti naturali e 65 parchi ricreativi. Il 36,0% del territorio è protetto.
L'intera rete dei parchi nazionali del Venezuela è sotto l'amministrazione dell'Instituto Nacional de Parques (INPARQUES), un istituto autonomo al servizio del Ministerio del Poder Popular para Ecosocialismo y Aguas.
I parchi con la maggiore estensione sono il Parco nazionale El Caura con 75.340 km², il Parco nazionale Parima-Tapirapeco, con 39 000 km² e il Parco nazionale di Canaima, patrimonio dell'umanità dell'UNESCO, con 30 000 km². I più piccoli sono il Parco nazionale Cueva de la Quebrada del Toro, con 48,85 km², e il Parco nazionale Cerro El Copey - Jóvito Villalba, con 71,30 km².
Il Venezuela partecipa alla convenzioni ambientali di:
- Convenzione di Ramsar (protezione aree umide)
- Protocollo di Montréal (emissione di CFC)
- CITES (specie in pericolo d'estinzione)
- CBD (biodiversità)
- Basilea (rifiuti tossici)

### La salvaguardia dell'ambiente
Il Venezuela, dal primo dicembre 2010 si impegna a rispettare il Protocollo di Kyoto e gli accordi intrapresi dall'Organizzazione delle Nazioni Unite riguardo al clima e all'ambiente. Con questa decisione il Venezuela diventa uno dei primi paesi in via di sviluppo a impegnarsi nel rispetto dell'ambiente.

## Cultura

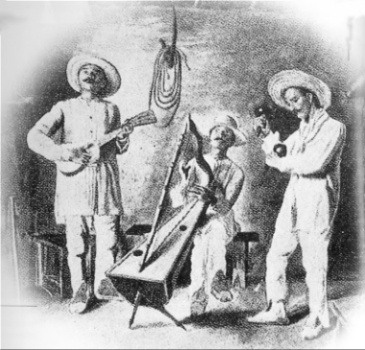
Il joropo, in un disegno del 1912 di Eloy Palacios.

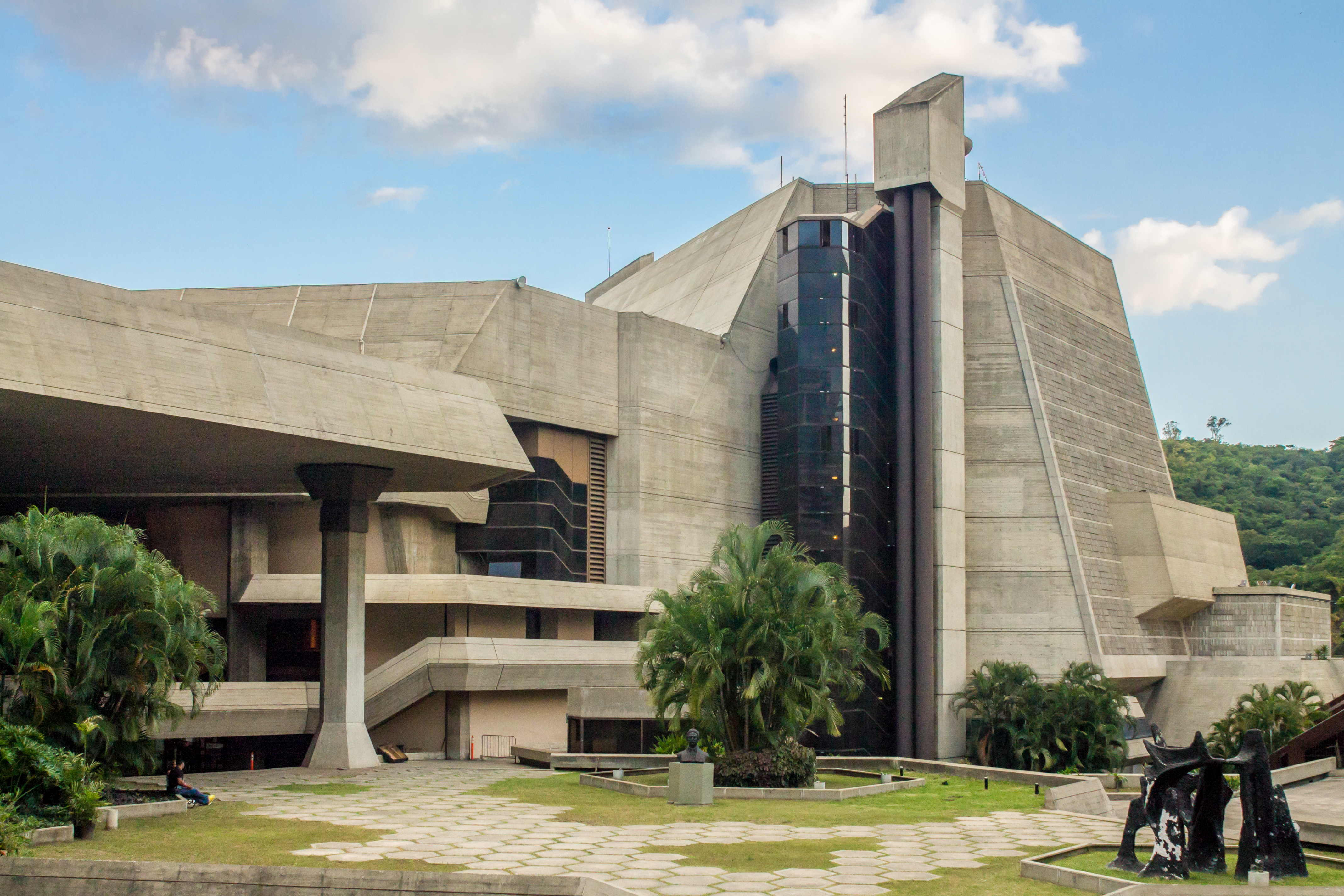
Il Teatro Teresa Carreño di Caracas.

La cultura venezuelana è un melting pot di influenze indigene, africane e spagnole: in un clima di sincretismo culturale è avvenuto un processo di acculturazione e assimilazione, come nel resto dell'America Latina, sebbene rimangano dei tratti precipui a caratterizzarla.
L'influenza indigena è limitata ai toponimi e alla gastronomia. Qualche parola indigena è entrata nel vocabolario dello spagnolo-venezuelano. Anche l'influenza africana è limitata, ad esempio nell'adozione dei tamburi. L'influenza spagnola risulta quindi predominante, a causa del processo di colonizzazione e della struttura socioeconomica che si venne a creare in seguito a essa. In particolare i colonizzatori provenivano da Andalusia ed Estremadura e ciò influenzò architettura, musica, gastronomia, religione e lingua.
Successivamente il Venezuela conobbe nel XIX secolo una certa immigrazione di altri europei, in special modo francesi, mentre con la scoperta e lo sfruttamento dei giacimenti di petrolio nel XX secolo sopravvenne una nuova immigrazione di spagnoli, italiani e portoghesi ed un'evidente influenza statunitense, visibile nella passione per il baseball, nelle abitudini alimentari e nell'architettura attuale.

### Arte
L'arte visiva venezuelana agli esordi era indissolubilmente legata alla religione. Nel tardo XIX secolo, in un periodo di grandi sommovimenti, con Martín Tovar y Tovar cominciò a interessarsi a temi laici quali la storia e la narrazione epica degli avvenimenti. Il primo pittore venezuelano a godere di un certo successo internazionale fu Arturo Michelena, mentre conobbe successo in patria Cristóbal Rojas, cui fu intitolato un comune nello Stato di Miranda. Nel tardo Novecento ebbe grande fortuna l'Art Nouveau. Nel ventesimo secolo diversi artisti venezuelani hanno conosciuto fortuna internazionale, come Armando Reverón, Manuel Cabré, l'artista cinetico Jesús Soto e Carlos Cruz-Díez.
La Galleria Nazionale d'Arte a Caracas presenta una collezione completa della pittura venezuelana del XIX secolo, compreso il Miranda en la Carraca (Miranda imprigionato a La Carraca) di Michelena. Altri musei importanti sono il Museo delle Belle Arti, il Museo d'Arte Contemporanea di Caracas, o MACC, in cui sono esposte anche opere di Chagall, Matisse, Mirò e Picasso, e il Museo d'Arte Moderna "Jesús Soto".

### Patrimoni dell'umanità
Nel contesto del patrimonio culturale, alcuni siti del Venezuela sono stati iscritti nella Lista dei patrimoni dell'umanità dell'UNESCO.

### Letteratura

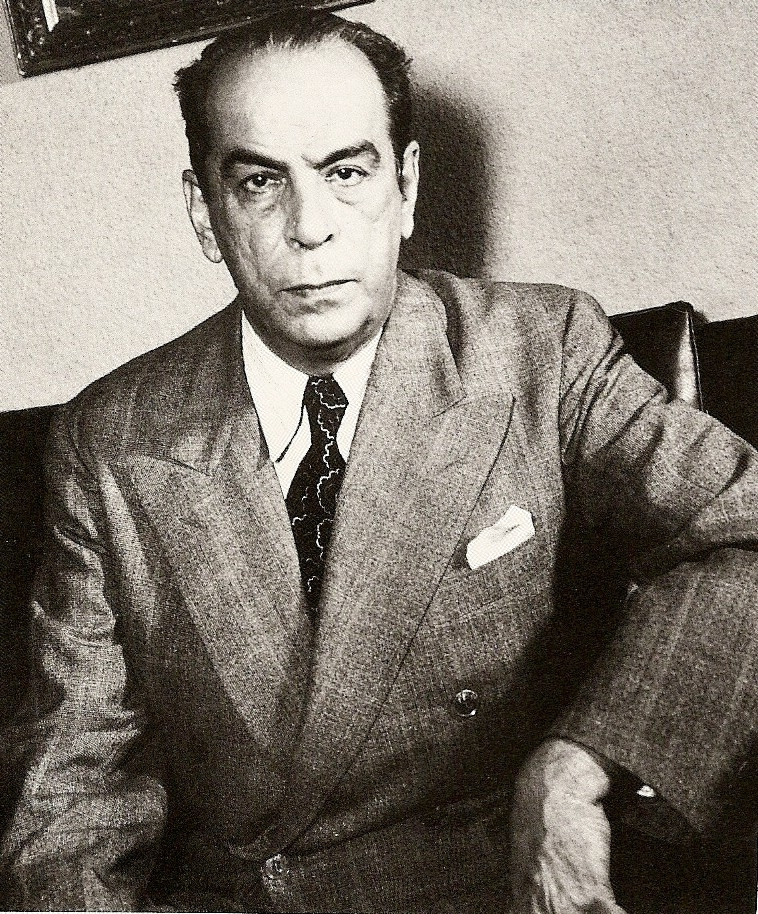
Rómulo Gallegos.

Le coste del Venezuela vengono menzionate per la prima volta da Cristoforo Colombo, che nel suo terzo viaggio sbarcò a Macuro. Fino al XVIII secolo non c'è una produzione letteraria di carattere specificatamente locale. La prima opera che presenta elementi locali è infatti considerata la Historia de la conquista y población de la provincia de Venezuela (1723) di José Oviedo y Baños. La cultura indigena, di carattere orale, troverà invece un interprete solo nel Novecento nel frate Cesáreo de Armellada. Le prime opere di carattere squisitamente nazionale si ebbero a seguito della guerra d'indipendenza dei primi decenni dell'Ottocento. Il Romanticismo trovò un interprete ispirato in Juan Vicente González.
Notevoli le figure caratterizzate dall'impegno politico prima che letterario, come Fermín Toro, ricordato come grande oratore, come pure Andrés Bello, poeta e umanista, che fu mentore di Bolivar stesso. Del resto le travagliate vicende storiche del paese hanno condizionato fortemente la letteratura venezuelana, spingendo gli intellettuali a un forte impegno politico.
Scrittori e romanzieri sono Rómulo Gallegos, Teresa de la Parra, Arturo Uslar Pietri, Adriano González León, Salvador Garmendia, José Balza, Ednodio Quintero, Miguel Otero Silva, Mariano Picón Salas, mentre tra i poeti spicca Juan Antonio Pérez Bonalde, José Antonio Ramos Sucre, Andrés Eloy Blanco, Enriqueta Arvelo Larriva, Juan Carlos Chirinos, Ana Enriqueta Terán, Yolanda Pantin, Rafael Cadenas e Eugenio Montejo.

### Pedagogia
Per quanto concerne l'aspetto pedagogico, tra il XVIII e il XIX secolo, si afferma la figura di Simón Rodríguez, noto anche come filosofo.

### Musica

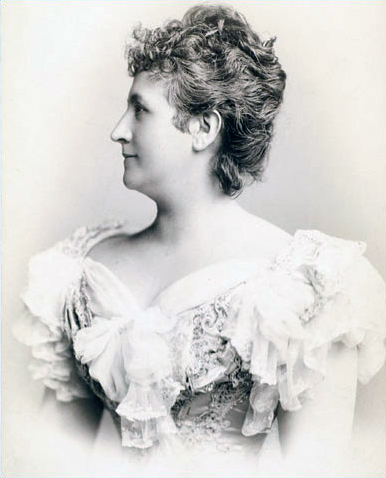
Teresa Carreño.

Diversi stili di musica tradizionale venezuelana, come il merengue venezuelano, sono comuni ai suoi vicini dei Caraibi. Ma la vera musica venezuelana comprende un ampio gruppo di ritmi come lo Joropo (una forma rurale originaria degli Llanos (pianure)), la parranda, il galeròn, la gaita maracucha, il golpe tocuyano, il calipso di El Callao, il bambuco e altri.
Tra le più affermate pianiste e compositrici venezuelane ricordiamo Teresa Carreño (1853-1917), chiamata spesso la Leona del piano. Tra gli altri cantanti noti ricordiamo Simón Díaz e Arca
Tra i musicisti venezuelani più noti spicca Hugo Blanco, autore della celebre canzone Moliendo café (1958), mentre tra i compositori Reynaldo Hahn, esponente dell'impressionismo musicale.

### Televisione e Cinema
Molto note sono le Telenovelas: un'importante esponente è Grecia Colmenares, tra le maggiori interpreti di telenovelas degli anni 80 e 90. Altre importanti figure del mondo televisivo, ma anche cinematografico sono rappresentate da Aída Yéspica e Mónica Spear. Il film Ti guardo (2015), del regista venezuelano Lorenzo Vigas, fu il primo film sudamericano a vincere il Leone d'oro alla Mostra internazionale d'arte cinematografica di Venezia. Da ricordare, inoltre, il film Libertador, del regista venezuelano Alberto Arvelo, film entrato, nel 2015, nella "short-list" dei nove candidati per gli Oscar al miglior film straniero.

### Scienza e tecnologia

#### Medicina
In ambito medico da ricordare Baruj Benacerraf, Premio Nobel per la medicina, nel 1980, per la scoperta del complesso maggiore di istocompatibilità

#### Il Venezuela nello spazio
29 ottobre 2008: viene lanciato Venesat-1 (chiamato anche Simón Bolívar), il primo satellite venezuelano

## Gastronomia
La cucina venezuelana, grazie alla sua diversità di risorse industriali e culturali, offre una grande diversità culinaria da una regione all'altra. La cucina tradizionale, come quella moderna, è stata influenzata dalla popolazione indigena e dai suoi discendenti europei (italiani, spagnoli, portoghesi e francesi), e anche dalle tradizioni dei nativi americani e degli africani.
Gli alimenti base includono il mais, il riso, banane, patate, fagioli e diverse tipologie di carne. Anche i pomodori, le cipolle, le melanzane, le zucche e le zucchine sono molto comuni nella dieta venezuelana.

## Folclore e tradizioni
Originaria del Venezuela è la figura de La Sayona: si tratta di uno spettro leggendario.
Una festività tradizionale, parte anche del folclore venezuelano, è la Feria de La Chinita, che si celebra per commemorare il miracolo della Vergine di Chiquinquirá.

## Festività nazionali
| Data      | Nome                                                    | Nome spagnolo                                           | Significato                                                                                        |
| --------- | ------------------------------------------------------- | ------------------------------------------------------- | -------------------------------------------------------------------------------------------------- |
| 19 aprile | Dichiarazione d'indipendenza                            | Declaración de independencia                            | |
| 1 Maggio  | Festa dei lavoratori                                    | Día Internacional de los Trabajadores                   | |
| 24 giugno | Battaglia di Carabobo                                   | Batalla de Carabobo                                     | |
| 5 Luglio  | Festa dell'Indipendenza                                 | Día de la Independencia                                 | Giorno dell'indipendenza dalla Spagna (1811), nel corso della Guerra d'indipendenza del Venezuela. |
| 24 Luglio | Anniversario della nascita del Libertador Simón Bolívar | Aniversario del Nacimiento del Libertador Simón Bolívar | celebra la nascita del Libertador Simón Bolívar                                                    |

## Sport
I principali sport in Venezuela sono il baseball, la pallacanestro e il coleo, che è uno sport tradizionale venezuelano e colombiano simile al rodeo.

### Baseball
Il Venezuela ha una storica tradizione nel baseball avendo ottenuto tre medaglie d'oro al campionato mondiale di baseball, posizionandosi al terzo posto nel medagliere dopo Cuba e gli Stati Uniti d'America. La Liga Venezolana de Béisbol Profesional è la competizione che dimostra come il baseball sia lo sport più popolare e praticato dai cittadini venezuelani. Molti giocatori, nati e cresciuti atleticamente nel campionato venezuelano, poi vengono ingaggiati dalle squadre di MLB in USA.

### Pallacanestro
La pallacanestro è molto seguita su tutto il territorio nazionale: dal 1974 esiste la Superliga Profesional de Baloncesto, che comprende 20 squadre.

### Automobilismo
In campo sportivo il Venezuela ha dato i natali a molti piloti automobilistici tra cui Pastor Maldonado, Rodolfo González e Milka Duno che hanno corso in Formula 1, IndyCar Series e American Le Mans Series.

### Calcio
La nazionale di calcio del Venezuela, attiva dagli anni trenta del '900, in tornei internazionali ha ottenuto come miglior risultato un quarto posto in Coppa America nel 2011.

### Giochi olimpici
Il primo atleta a vincere una medaglia d'oro olimpica per il Venezuela fu Francisco Rodríguez, nel pugilato, ai Giochi olimpici di Città del Messico 1968.
La prima medaglia olimpica per il Venezuela fu vinta da Asnoldo Devonish, medaglia di bronzo nel salto triplo a Helsinki 1952.